# Боби Фишер
Робърт Джеймс „Боби“ Фишер (на английски: Robert James „Bobby“ Fischer) е 11-ият световен шампион по шахмат и единственият американски шахматист, спечелил това отличие.
Той е първият водач на световната ранглиста след 1970 г. откакто световната шахматна федерация ФИДЕ официално приема коефициента ЕЛО като мярка за силата на шахматистите. С постигнатата резултатност от официални партии 72,3%, той заема 4-то място в света след Пол Морфи (84,6%), Хосе Раул Капабланка (73,8%) и Александър Алехин (72,8%). Считан е за един от най-силните шахматисти за всички времена. Носител е на Шахматен Оскар за 1970, 1971 и 1972 г.

## Биография
Боби Фишер е роден на 9 март 1943 г. в Чикаго, щат Илиноис, САЩ. Неговата майка, Регина Фишер, с моминска фамилия Вендер, е швейцарска еврейка, чието семейство се прехвърля в Швейцария от Полша и Русия. За негов баща се счита Ханс-Герхард Фишер – немски биолог, комунист, емигрирал в СССР, където се запознава с Регина, учеща в медицински институт. През 1939 година съпрузите напускат СССР и пристигат в Америка, но оттогава живеят разделени: Регина се заселва в САЩ, а Герхард – в Чили, защото на него като комунист не му е разрешено влизане в САЩ. Предполага се, че истинският баща на Боби е Пол Немени, унгарски евреин, избягал от нацистка Германия в САЩ, математик, участник в Манхатънския проект. През 1945 г., след края на Втората световна война, родителите се развеждат и Герхард се връща в Германия. Боби, заедно с по-голямата си сестра Джоан, остава при майка си. Преместват се в Калифорния, после в Аризона и накрая се установяват в Бруклин – квартал на Ню Йорк. Немени взима дейно участие във възпитанието на момчето, грижи се за него, заплаща учението му до смъртта си през 1952 г. Два пъти той безуспешно се опитва чрез съд да отнеме от Регина правото да възпитава Боби, заявявайки, че „неговата майка има психично разстройство и не може да даде на сина си достойно възпитание“. Регина работи на три места, за да издържа децата си.
Боби Фишер се научава да играе шах на 6 години от сестра си Джоан. В него веднага се проявява природна дарба към шахмата, която момчето активно развива. На 7 постъпва в Бруклинския шахматен клуб при Нигро. На 10 години участва в първия си турнир и го печели, след което става постоянен участник в нюйоркските турнири „Вашингтон Скуеър Парк“ (Washington Square Park). На 12 г. постига първия си успех – разделя 3 – 5 място на шампионата на Бруклинския клуб и става участник в шампионата на САЩ за любители. Увлечението по шахмата напълно отвращава Боби от общуване с връстниците му (той възприема само тези, които могат да играят с него шах, а сред децата такива няма). Обезпокоената майка отначало се обръща към лекари, след това дава в местния вестник обява с молба да откликнат деца, увличащи се по шаха, за да могат да бъдат компания на Боби, но не намира никого.
На 13-годишна възраст Боби Фишер се запознава с бъдещия си треньор майстор Джон Уилям Колинс (Джак). Домът на учителя става като втори дом за Фишер и той използва дори междучасията в училище, за да изиграе 2 блицпартии с Джак (квартирата на Колинс е близо до училището). През 1956 г. печели шампионата на Манхатънския клуб и първенството на САЩ за юноши. Тези години се увлича да чете съветска шахматна преса и по този начин самостоятелно научава руски език. Великолепната памет позволява на Роберт да изучи още немски, испански и сърбохърватски език, чуждестранна шахматна литература той чете в оригинал.

## Шахматна кариера
През зимата на 1957 г. 14-годишният Боби печели шампионата на САЩ за мъже при участието на най-силните американски гросмайстори и получава право на участие в междузоналния турнир в Порторож. Там събира 12/20 т., разделя 5 – 6 място с Оулафсон и получава право на участие в турнира на претендентите. С този успех на 15 години и половина Фишер става най-младият гросмайстор в света дотогава.
От най-ранни години Фишер привлича към себе си внимание не само с шахматни успехи. Той става известен и със своите необичайни, често скандални постъпки и публични заявления. Така например, в училище подрастващият се изказва по следния начин: „В училище няма какво да се научи. Учителите са глупави. Не бива жени да работят като учители. В моето училище само учителят по физкултура не беше глупав – той не играеше лошо шахмат“. На 15 г. Фишер оставя училището, за да се посвети напълно на шахмата, и заявява: „Всичко, което аз искам да правя някога – това е да играя шах.“ Заради това той се скарва с майка си и през 1960 година тя отпътува, оставяйки му квартирата в Бруклин; оттогава Фишер живее сам.
През 1958/59 г. за втори път спечелва шампионата на САЩ без поражение. През пролетта на 1959 г. участва в турнирите в Мар дел Плата и Сантяго (Чили). На турнира в Цюрих лятото на 1959 г. дели 3 – 4 място, като за първи път удържа победа над съветски гросмайстор – Паул Керес. През 1959 г. Фишер за пръв път взима участие в турнир на претендентите за мач за определяне на световния шампион в Блед-Загреб-Белград, Югославия. Дебютът му е неуспешен: Фишер дели 5 – 6 място. В микромача с победителя в турнира и бъдещ световен шампион Михаил Тал Фишер губи със „сухия“ резултат 0:4. В играта с шахматистите от най-висока класа се проявяват недостатъците в подготовката му: надценяване на собствените шансове, известно пренебрежение на турнирната тактика, ограничен дебютен репертоар. Неуспехът става стимул за по-нататъшно самоусъвършенстване и скоро Фишер постига ред победи в големи турнири.
През 1959/1960 г. за трети път печели шампионата на страната си, отново без поражение. 1960 г. започва с три международни турнира – победа в Мар дел Плата, заедно с Борис Спаски, победа в Рейкявик и неуспех в Буенос Айрес – делене на 13 – 16 място.
През 1960 г. дебютира на олимпиадата в Лайпциг. Отборът на САЩ е втори след съветския.
През лятото на 1961 г. в Лос Анджелис играе мач със Самуел Решевски. Преди мача дава коментар: „Решевски е шахматист на стария стил, свързан с отминалия шахмат.“ Иска да докаже, че той е бъдещето, но при 5,5:5,5 т. мачът е прекъснат.

През 1961 г. на международния турнир в Блед заема второ място след Михаил Тал, но го преодолява в личната среща.
През 1962 г. триумфира на междузоналния турнир в Стокхолм, като заема първо място с 2,5 т. аванс пред втория. Същата година претърпява пореден неуспех на турнира на претендентите в Кюрасао – четвърто място след Петросян, Керес и Гелер. Връщайки се у дома, Фишер публикува в списание „Sports Illustrated“ статия, в която заявява, че най-силните съветски шахматисти играят помежду си договорени ремита, за да не допускат други претенденти до първото място (на този турнир всичките 12 партии между Петросян, Керес и Гелер завършват наравно, донасяйки на всеки от фаворитите равен брой точки). По думите на Фишер, „руският контрол в шахмата е достигнал такова ниво, при което честното съревнование за званието „световен шампион“ вече не е възможно“. Удържането на висши позиции с помощта на договорени ремита е било възможно, но само защото Фишер действително е изоставал от фаворитите. Ако той реално е претендирал за първото място, съветските гросмайстори са могли да го спрат само печелейки един срещу друг. Дори и самият Фишер в една от партиите с Гелер се съгласява на реми на 14-ия ход, а с Керес – на 12-ия. Фишер заявява, че се отказва от участие в съревнованието за световната титла докато ФИДЕ не замени турнира на претендентите с мачове по олимпийската система, чрез директно елиминиране, и действително в течение на няколко цикъла той не участва в турнирите на претендентите. Впоследствие, самокритично подхождайки към оценка на своето шахматно творчество, той все пак прави правилни изводи от своите неуспехи.
През 1962/63 г. и 1963/64 г. печели още два шампионата на страната си, като във втория набира резултат 11/11 т. След дълго прекъсване на международните изяви Фишер неочаквано дава съгласието си за участие в мемориал Капабланка през 1965 г. Разделя 2 – 4 място, изоставайки на 0,5 т. от победителя Василий Смислов.
На международния турнир в Санта Моника през 1966 г. Фишер е основният конкурент на Спаски, но стартирайки зле, завършва втори. На шахматната олимпиада през 1966 г. в Хавана остава отново втори при резултат 15/17 т.
| Олимпиада    | Индивидуален резултат | Представяне | Класиране на отбора на САЩ | Представяне[5] |
| ------------ | --------------------- | ----------- | -------------------------- | -------------- |
| 1960 Лайпциг | 13/18[6] (Бронз)      | 72,2 %      | Сребро                     | 72,5 %         |
| 1962 Варна   | 11/17[7] (Осми)       | 64,7 %      | Четвърти                   | 68,1 %         |
| 1966 Хавана  | 15/17[8] (Сребро)     | 88,2 %      | Сребро                     | 68,4 %         |
| 1970 Зиген   | 10/13[9] (Сребро)     | 76,9 %      | Четвърти                   | 67,8 %         |
През 1966/67 г. за осми път печели шампионата на САЩ с 8 победи от 8 срещи и повече не взема участие поради малкия брой участници. През 1967 г. печели международните турнири в Скопие и Монако.
През 1967 г. взема участие в междузоналния турнир в Сус, Тунис – първият турнир, проведен в Африка. След като повежда с 6/7 т., не се явява на 8-ия и 9-ия кръг по религиозни причини. След като разбира, че ще му се наложи да изиграе четири поредни партии без почивка, поставя ултиматум – или да се въведе почивка, или той напуска. В 10-и кръг не се явява за партията с Айварс Гипслис и му присъждат поражение. В по-нататъшния ход на събитията се намесват секретарят на американското посолство, президентът на шахматната федерация на Тунис, югославският журналист Белица, и убеждават Фишер да се върне. Той побеждава Решевски, който спокойно очаквал падането на флага на съперника. Но Боби отново обявява бойкот, изисква анулиране на служебната му загуба от Гипслис. В крайна сметка го изключват от турнира и анулират резултата му 8,5/10 т. Така отлага с три години дългоочакваната си мечта – мач за световната титла. През 1968 г. спечелва още два международни турнира – Натаня, Израел и Винковци, Югославия. Последва примера на Капабланка и Алехин – изпълнява негласното правило, че претендентът за световната титла трябва да издаде книга в навечерието на мача, за да стане шампион, и през 1969 г. издава своя бестселър „Мои 60 паметни партии“.
Следващата година се връща към активна състезателна дейност. През 1970 г. в Белград се играе историческият „мач на века“ между отборите на СССР и останалия свят (20,5:19,5). Като водач в новосъздадената световна ранглиста на ФИДЕ с ЕЛО 2720, Фишер отначало е предвиден на първа дъска, но за нея претендира датчанинът Бент Ларсен (ЕЛО 2650), първият носител на Шахматен Оскар (1967 г.), който отказва да играе на друга дъска освен на първата. Фишер учудващо отстъпва и така избягва директния мач от 4 партии със световния шампион Борис Спаски (ЕЛО 2670). Той играе на втора дъска и побеждава убедително Петросян (ЕЛО 2650) с 3:1 (+2, =2). Същата година на олимпиадата в западногерманския град Зиген Фишер печели сребърен медал на първа дъска след Спаски. През 1970 г. се представя много добре на блицтурнира в Херцег Нови. Печели 19/22 т. като изпреварва втория Михаил Тал с 4,5 т. при участието на корифеи на мълниеносната игра – Смислов, Петросян, Бронщайн, Корчной, Решевски. Същата година от 57 партии спечелва 46,5 т. на поредните състезания в Загреб, Буенос Айрес, Палма де Майорка.

## Световен шампион и Шахматен Оскар
В началото на 1970-те години Фишер навлиза във върхова форма и се устремява към световната титла. В борбата на претендентите за короната през 1971 г. в мачове до 10 партии разгромява на четвъртфинала Марк Тайманов и на полуфинала Бент Ларсен с по 6:0. С постигнатите 100 % победи в два последователни мача за световно първенство Фишер поставя ненадминат и до днес рекорд и отговаря негласно на спора с Ларсен за първата дъска в отбора на света от 1970 г. На финала на претендентите в мач до 16 партии Фишер побеждава Петросян също предсрочно с 6,5:2,5 (+5,=3,-1) и си извоюва правото да играе за шахматната корона с шампиона Спаски. В този цикъл от съревнования на претендентите Фишер показва безпрецедентен резултат в срещите с водещите шахматисти в света: 85 % от възможните точки. В решаващата битка със Спаски за световната титла Фишер не се смущава от отрицателния баланс в срещите помежду им дотогава. Преди да започне самият финал, в продължение на пет месеца Фишер се държи по особен и странен за другите начин. Всеки ден той отделя по три часа в спортен комплекс, където тренира подводно плуване, тенис, аеробика и бягане – всичко необходимо, за да укрепи по-добре своите бели дробове и кръвоснабдяването на мозъка.
Преговорите за мястото на провеждане на събитието са дълги – Фишер настоява да е Белград, а Спаски – Исландия. Президентът на ФИДЕ Макс Еве предлага компромисно решение – едната част от мача да се изиграе в Рейкявик, а другата – в Белград, но югославската столица оттегля своята кандидатура, тъй като претендентът не гарантира участието си в предявения срок. Остава само Рейкявик, но Фишер отказва, защото е недоволен от наградния фонд за мача от 125 000 щатски долара. Тогава лондонският финансист Джим Слейтър осигурява още толкова. Наградният фонд на мач за титлата за пръв път в историята на шахмата става 250 000 щатски долара (еквивалентни на 1 414 000 $ през 2015 г.) и Фишер накрая се съгласява да играе. Пред него се появява проблем, когато пропада възможността гросмайсторът Лари Еванс да му бъде секундант в този мач. Еванс е бил секундант на Фишер в успешните му мачове срещу Тигран Петросян и Бент Ларсен. Тогава Фишер си спомня и се обажда на своя стар приятел Бил (Уилям) Ломбарди да му помогне с мача. Въпреки че Ломбарди по това време е римокатолически свещеник, получава позволение да остави временно задълженията си към църквата в Рейкявик, Исландия и да бъде секундант на Фишер.
През 1972 г. в Рейкявик, Исландия се провежда историческият мач за титлата между Спаски и Фишер – безпрецедентна война на нерви, стратегии и умове, изключително събитие, разпалило спортни и дипломатически страсти. Срещата между двамата шахматни колоси е отразена в почти всяко авторитетно шахматно издание. Тя се счита за една от най-емблематичните в историята на шахмата, наред с двубоите между Анатолий Карпов и Гари Каспаров. Тържественото откриване става на 1 юли в националния театър. Присъстват президентът на Исландия и съпругата му, посланикът на СССР, президентът на ФИДЕ, шампионът Спаски и 250 акредитирани журналисти, които се чудят къде е Фишер. На 4 юли Боби най-сетне се появява. Слиза от самолета заедно със своя секундант Ломбарди, адвокат Маршал, първия си треньор Колинс и други членове на екипа, както и с щастливия си стол – онзи, на когото спечелил срещу Петросян през 1971 г. Искрено се извинява на Спаски за закъснението. Главен арбитър на мача е германецът Лотар Шмид. Секундант на Спаски е Гелер. Мачът от 24 партии трябва да започне на 2 юли, но започва на 11-и. 3000 зрители наблюдават първата партия, която завършва в полза на Спаски. На втората Фишер не се явява, понеже не изпълнили ултиматума му да премахнат всички видеокамери и съответно му е присъдена загуба. Спаски повежда с 2:0 и след дълги преговори убеждава председателя на Спорткомитета Сергей Павлов да изпълни условието на претендента. Постъпва обаче нов ултиматум от американеца, който поисква от организаторите спортен автомобил с автоматична транслация, басейн, подгряван от гейзери, личен тенис корт, преоборудвана зала, замяна на шахматната дъска с неустройващия го контраст между белите и черни полета и да се играе следващата партия в закрито помещение. Фишер печели 3-та, 5-а, 6-а, 8-а и 10-а партия и внася обрат в играта. Губи 11-а, но печели 12-а, а след 6 ремита и 21-вата партия и така след драматичен мач побеждава отново предсрочно с 12,5:8,5 т. (+7, -3, =10). На 1 септември 1972 г. Робърт Джеймс Фишер на 29 години става 11-ият световен шампион по шахмат. Той е единственият в историята на шахмата американски световен шампион.
След победата Фишер е посрещнат в САЩ като национален герой. Веднага след завръщането в САЩ той е поканен от президента Ричард Никсън на официален обяд в Белия Дом, но се отказва от поканата с думите: „Сега не мога, да ме гледат всички в устата, когато дъвча.“ Фишер се отнася спокойно към обстановката и продължава да се държи както обикновено, рязко и независимо. Той неохотно дава интервюта, предпочитайки да общува само с тесен кръг свои най-близки приятели, отказва се от всички предлагани му многомилионни рекламни договори (в един от случаите му предлагат да рекламира автомобили, но той, лично запознавайки се с продукта и намирайки в него множество недостатъци, заявява, че „не се кани да рекламира автомобил за самоубийци“). При това той обаче установява заплащане за всяко свое участие в обществени мероприятия. Така за прочитане на писмо иска да му се платят 1000 долара, за разговор по телефона – 2500, за лична среща – 5000, а за интервю – 25 000. След няколко месеца той постепенно престава да се появява на публични места, казвайки, че е много уморен.
За изключителните си постижения през този период Боби Фишер е удостоен с най-високата награда в шаха – Шахматен Оскар за 1970, 1971 и 1972 г. През юли 1972 г. достига най-високия си рейтинг ЕЛО – 2785.

## Оттегляне и загуба на титлата
След като става световен шампион, Фишер се оттегля и практически не участва на големи турнири. Живее в Пасадена, в щабквартирата на религиозната организация „Световна Божия църква“, която по-късно с възмущение напуска. Последва нов претендентски цикъл. Шампионът споделя, че никой от осемте не е изненада, освен 45-годишния му съотечественик Роберт Бърн. Останалите претенденти – младите Мекинг (Бразилия) и Карпов и опитните Корчной, Спаски, Портиш, Петросян и Полугаевски не са под съмнение. Карпов преминава успешно препятствията по пътя към върха. В този момент Фишер изпраща до ФИДЕ списък с 64 изисквания за мача – колкото са квадратите на шахматната дъска. Световната организация приема всички без едно – при 9:9 т. шампионът да запазва титлата си. Боби Фишер се обижда и възмутено отвръща: „Ще накажа шахматния свят! Той повече няма да види мои партии. Аз повече няма да играя!“ Така той отказва да играе срещу Анатолий Карпов в Манила, Филипините, където ФИДЕ определя да се проведе мачът. На  3 април 1975 г. Фишер губи титлата си и Карпов става единственият досега световен шампион по шахмат, който не е играл партии за това.

## В Будапеща. Мач със Спаски в Белград
В края на 1980-те години Фишер се запознава чрез писма с 18-годишната унгарска шахматистка Зита Райчани, след известно време пристига при нея в Будапеща и живее там, избягвайки общуване с журналисти.
През 1992 г. в Белград се състои сензационният мач реванш Робърт Фишер – Борис Спаски. Секунданти на Спаски са Никитин и Балашов, а секундант на Фишер – Торе (Филипини). Главен организатор на двубоя е югославският милиардер Ездимир Василевич. Той осигурява награден фонд от 5 млн. долара (5/8 за победителя и 3/8 – за победения). Спаски приема всички условия на Фишер: игра до 10 победи, като при 9:9 т. шампионът запазва титлата (Фишер счита себе си за шампион, Спаски – за претендент), контрола на игра – 1 час и 31 мин. с добавка след 40-ия ход – нов вид шахматна контрола, изобретение на Фишер. Мачът се играе по време на така нареченото „югоембарго“. Преди мача Фишер получава писмо от американските власти със забрана да играе на югославска територия и заплаха при неизпълнение до 10 години затвор и глоба от 250 000 долара за неплатени данъци от 1976 г. дотогава и от предишния мач. На пресконференцията преди мача Фишер демонстративно разкъсва писмото и плюе на него в знак на протест като заявява: „Аз заставих хората да повярват, че Щатите са интелектуална държава, че в нея живеят умни хора, а те вместо благодарност ме разоряват, унижават и плюят на мен. И аз им отговарям със същото“. На 1 септември 1972 г. завършва мачът в Исландия, на 1 септември е и откриването на мача през 1992 г. на адриатическия остров „Свети Стефан“. Играят се 30 партии и Фишер отново печели, този път  с 10:5 победи и 15 ремита. По единодушното мнение на коментаторите, демонстрираното ниво на игра в мача от двамата шахматисти е съществено по-ниско от това, което те показват през 70-те години.
През 1994 г. Робърт Фишер се разделя със Зита Райчани, след това се запознава и става приятел на семейството на сестрите Юдит и Жужа Полгар – също млади шахматистки. По това време активно работи върху идеята си за създаване на нова шахматна игра Шахмат-960.

## Във Филипините и Япония, затвор
През 1997 г. умира майка му. След това в живота на Фишер отново настъпват значителни промени: през 2000 г. той неочаквано скъсва със своите унгарски приятели и отпътува да живее на Изток. През следващите години прекарва известно време във Филипините и Япония. Във Филипините той се събира с 22-годишната местна почитателка Мерилин Янг, която на 21 май 2001 година ражда дъщеря Джинки Янг. По-рано се е предполагало, че последната е дъщеря на Фишер, но съгласно ДНК-експертизата, направена след смъртта на Фишер по изискване на Мерилин Янг, претендираща за наследството на шахматиста, се изяснило, че това не е така (виж по-долу). Впоследствие Фишер не общува нито с Мерилин, нито с нейната дъщеря, обаче няколко пъти им изпраща големи парични суми. Основно Фишер живее в Япония със своята стара приятелка Миоко Ватаи, японска шахматистка, с която той се запознава още в 1970-те години. През 2000 г. посещава САЩ, където пристига нелегално, през Канада, за погребението на сестра си. Макар и върху него да остават същите обвинения, спецслужбите не предприемат нищо.
Нарушаването на американското ембарго коства свободата на Роберт Фишер. През декември 2003 г. Държавният департамент на САЩ официално анулира паспорта му. Самият Фишер узнава за това едва на 13 юли 2004 г., когато при опит да излети от Япония за Филипините той е арестуван за незаконно проникване на територията на страната и вкаран в затвор за нелегални емигранти. САЩ веднага изискват да им се предаде Фишер като углавен престъпник. Миоко Ватаи се обръща към световната общественост с молба да спаси Фишер, за което се изисквало да му се предостави политическо убежище. Намирайки се в затвора, Фишер писмено заявява своя отказ от американско гражданство, подава молба за предоставяне на политическо убежище и иск за незаконен арест. Адвокатите на Фишер утвърждават, че той не е знаел нищо за анулирането на паспорта му, а освен това неговият арест във всеки случай е незаконен, защото при пристигането му в Япония неговият паспорт е бил действителен. Заявено е, че арестът на Фишер е преследване по политически мотиви, в което обвиняват персонално президента на САЩ Джордж Уокър Буш и премиер-министъра на Япония Дзюнъитиро Коидзуми.
Фишер прекарва в затвора осем месеца, откъдето предлага на Миоко да се омъжи за него. Черна гора, Германия и Исландия изявяват готовност да предоставят на Фишер гражданство. След множество перипетии Фишер получава исландско гражданство и японските власти се съгласяват да го освободят да пътува към Рейкявик. Преди излитане от Япония Фишер казва на журналистите, че счита своя арест за похищение, повтаря обвиненията по адрес на Буш и Коидзуми и казва, че те „трябва да бъдат обесени като военни престъпници“. На 24 март 2005 г. той е депортиран в Исландия. Въпреки че има споразумение за екстрадиция между САЩ и Исландия, законите на страната не позволяват да бъдат екстрадирани исландски граждани.

## Последни години в Исландия
След депортацията от Япония Фишер живее в Рейкявик, Исландия. Мнозина считат, че към края на живота си той страда от психически отклонения, най-вероятно вследствие на отнемането на шахматната му титла от правителството на собствената му страна. През ноември 2007 г. е хоспитализиран с неопределено заболяване. Предлагат му операция, но той отказва. Този недъг, видимо, става причина за неговата смърт. Роберт Джеймс Фишер умира на 17 януари 2008 година, на 64 години, от бъбречна недостатъчност в университетската болница в Рейкявик – градът, в който става световен шампион. Той е погребан на 18 януари 2008 г. на католическото гробище близо до град Селфос, на около 50 – 60 km източно от Рейкявик. Погребението, по желание на самия Фишер, е скромно, на него присъстват само няколко негови исландски приятели и Миоко Ватаи. На гроба е поставена скромна плоча, на която е гравирано само името „Роберт Джеймс Фишер“ и датите на раждане и смърт.
Имуществото на Фишер, оценено на около 2 милиона долара, е обект на продължителни спорове за наследство между претенции заявени от една бивша съпруга – вдовицата Миоко Ватаи, двама американски племенници на Фишер (деца на неговия доведен брат Ръсел Тарг), филипинската му съжителка Мерилин Янг за дъщеря си Джинки и американските данъчни власти, имащи финансови претенции към Фишер по повод дългогодишните неплатени данъци. През юли 2010 година тялото на шахматиста е ексхумирано заради спор за бащинство. Експертизата доказва, че Фишер не е баща на филипинката Джинки Янг. На 4 март 2011 г. се появява съобщение, че съдът в Рейкявик, взимайки под внимание всички доказателства, предоставени от Миоко Ватаи, счита за доказан факт нейния законен брак с Роберт Фишер и потвърждава своето предходно решение да ѝ се предаде цялото му наследство.

## Шахматни нововъведия и приноси
Фишер е създател на нов стил в шаха – Фишеров шах (Fisherandom шах). Въвежда нови блестящи изобретения – антицайтнотови контроли, оригинални реформи на правилата в шахмата. Голям интерес предизвиква книгата му „Десетте най-добри шахматисти на всички времена“, издадена през 1964 г. В нея той включва Морфи, Стаунтън, Щайниц, Тараш, Чигорин, Алехин, Капабланка, Спаски, Тал и Решевски. Ботвиник и Ласкер не присъстват в неговия списък. Преди „Мача на века“ в Белград поправя мнението си, като добавя Ботвиник, Глигорич, Петросян и Ларсен, а още по-късно и Ласкер. Пресата обръща внимание не само на субективността на оценката на Фишер, но и на това, че за пръв път той проявява скромност и не включва себе си в класацията на най-великите шахматисти.
През 1971 г. в Сараево излиза книгата на Боби Фишер и югославския журналист Дмитри Белица „Шахматни състезания на века“. През 1972 г. в Ню Йорк е публикуван и следващият му труд „Боби Фишер учи как да играете шахмат“. През 1990 г. Фишер регистрира патент на нов шахматен часовник („часовник на Фишер“), в който на играча след всеки ход се добавя определено количество време. През 1996 г. Фишер представя на публиката изобретения от него Шахмат-960.

## Забележителни партии
- Доналд Бърн – Роберт Фишер 0 – 1, Защита Грюнфелд 5.Оf4 (D92), Ню Йорк, 1956, „Партията на века“. Chess magazine нарича тази партия „брилянтна“. [25]

|   | a | b | c | d | e | f | g | h |   |
| 8 | черен топ на бяло поле a8 · черен офицер на бяло поле c8 · черен топ на черно поле f8 · черен цар на бяло поле g8 · черна пешка на бяло поле b7 · черна дама на бяло поле d7 · черна пешка на бяло поле a6 · бял кон на черно поле d6 · черна пешка на бяло поле g6 · черна пешка на черно поле h6 · черна пешка на черно поле c5 · бяла пешка на бяло поле d5 · бяла пешка на бяло поле c4 · черен офицер на черно поле d4 · бял кон на бяло поле e4 · бяла дама на бяло поле d3 · бяла пешка на бяло поле f3 · черен кон на черно поле g3 · бяла пешка на бяло поле a2 · бяла пешка на черно поле b2 · бял офицер на бяло поле e2 · бял цар на бяло поле g2 · бяла пешка на черно поле h2 · бял топ на черно поле a1 · бял топ на бяло поле f1 | черен топ на бяло поле a8 · черен офицер на бяло поле c8 · черен топ на черно поле f8 · черен цар на бяло поле g8 · черна пешка на бяло поле b7 · черна дама на бяло поле d7 · черна пешка на бяло поле a6 · бял кон на черно поле d6 · черна пешка на бяло поле g6 · черна пешка на черно поле h6 · черна пешка на черно поле c5 · бяла пешка на бяло поле d5 · бяла пешка на бяло поле c4 · черен офицер на черно поле d4 · бял кон на бяло поле e4 · бяла дама на бяло поле d3 · бяла пешка на бяло поле f3 · черен кон на черно поле g3 · бяла пешка на бяло поле a2 · бяла пешка на черно поле b2 · бял офицер на бяло поле e2 · бял цар на бяло поле g2 · бяла пешка на черно поле h2 · бял топ на черно поле a1 · бял топ на бяло поле f1 | черен топ на бяло поле a8 · черен офицер на бяло поле c8 · черен топ на черно поле f8 · черен цар на бяло поле g8 · черна пешка на бяло поле b7 · черна дама на бяло поле d7 · черна пешка на бяло поле a6 · бял кон на черно поле d6 · черна пешка на бяло поле g6 · черна пешка на черно поле h6 · черна пешка на черно поле c5 · бяла пешка на бяло поле d5 · бяла пешка на бяло поле c4 · черен офицер на черно поле d4 · бял кон на бяло поле e4 · бяла дама на бяло поле d3 · бяла пешка на бяло поле f3 · черен кон на черно поле g3 · бяла пешка на бяло поле a2 · бяла пешка на черно поле b2 · бял офицер на бяло поле e2 · бял цар на бяло поле g2 · бяла пешка на черно поле h2 · бял топ на черно поле a1 · бял топ на бяло поле f1 | черен топ на бяло поле a8 · черен офицер на бяло поле c8 · черен топ на черно поле f8 · черен цар на бяло поле g8 · черна пешка на бяло поле b7 · черна дама на бяло поле d7 · черна пешка на бяло поле a6 · бял кон на черно поле d6 · черна пешка на бяло поле g6 · черна пешка на черно поле h6 · черна пешка на черно поле c5 · бяла пешка на бяло поле d5 · бяла пешка на бяло поле c4 · черен офицер на черно поле d4 · бял кон на бяло поле e4 · бяла дама на бяло поле d3 · бяла пешка на бяло поле f3 · черен кон на черно поле g3 · бяла пешка на бяло поле a2 · бяла пешка на черно поле b2 · бял офицер на бяло поле e2 · бял цар на бяло поле g2 · бяла пешка на черно поле h2 · бял топ на черно поле a1 · бял топ на бяло поле f1 | черен топ на бяло поле a8 · черен офицер на бяло поле c8 · черен топ на черно поле f8 · черен цар на бяло поле g8 · черна пешка на бяло поле b7 · черна дама на бяло поле d7 · черна пешка на бяло поле a6 · бял кон на черно поле d6 · черна пешка на бяло поле g6 · черна пешка на черно поле h6 · черна пешка на черно поле c5 · бяла пешка на бяло поле d5 · бяла пешка на бяло поле c4 · черен офицер на черно поле d4 · бял кон на бяло поле e4 · бяла дама на бяло поле d3 · бяла пешка на бяло поле f3 · черен кон на черно поле g3 · бяла пешка на бяло поле a2 · бяла пешка на черно поле b2 · бял офицер на бяло поле e2 · бял цар на бяло поле g2 · бяла пешка на черно поле h2 · бял топ на черно поле a1 · бял топ на бяло поле f1 | черен топ на бяло поле a8 · черен офицер на бяло поле c8 · черен топ на черно поле f8 · черен цар на бяло поле g8 · черна пешка на бяло поле b7 · черна дама на бяло поле d7 · черна пешка на бяло поле a6 · бял кон на черно поле d6 · черна пешка на бяло поле g6 · черна пешка на черно поле h6 · черна пешка на черно поле c5 · бяла пешка на бяло поле d5 · бяла пешка на бяло поле c4 · черен офицер на черно поле d4 · бял кон на бяло поле e4 · бяла дама на бяло поле d3 · бяла пешка на бяло поле f3 · черен кон на черно поле g3 · бяла пешка на бяло поле a2 · бяла пешка на черно поле b2 · бял офицер на бяло поле e2 · бял цар на бяло поле g2 · бяла пешка на черно поле h2 · бял топ на черно поле a1 · бял топ на бяло поле f1 | черен топ на бяло поле a8 · черен офицер на бяло поле c8 · черен топ на черно поле f8 · черен цар на бяло поле g8 · черна пешка на бяло поле b7 · черна дама на бяло поле d7 · черна пешка на бяло поле a6 · бял кон на черно поле d6 · черна пешка на бяло поле g6 · черна пешка на черно поле h6 · черна пешка на черно поле c5 · бяла пешка на бяло поле d5 · бяла пешка на бяло поле c4 · черен офицер на черно поле d4 · бял кон на бяло поле e4 · бяла дама на бяло поле d3 · бяла пешка на бяло поле f3 · черен кон на черно поле g3 · бяла пешка на бяло поле a2 · бяла пешка на черно поле b2 · бял офицер на бяло поле e2 · бял цар на бяло поле g2 · бяла пешка на черно поле h2 · бял топ на черно поле a1 · бял топ на бяло поле f1 | черен топ на бяло поле a8 · черен офицер на бяло поле c8 · черен топ на черно поле f8 · черен цар на бяло поле g8 · черна пешка на бяло поле b7 · черна дама на бяло поле d7 · черна пешка на бяло поле a6 · бял кон на черно поле d6 · черна пешка на бяло поле g6 · черна пешка на черно поле h6 · черна пешка на черно поле c5 · бяла пешка на бяло поле d5 · бяла пешка на бяло поле c4 · черен офицер на черно поле d4 · бял кон на бяло поле e4 · бяла дама на бяло поле d3 · бяла пешка на бяло поле f3 · черен кон на черно поле g3 · бяла пешка на бяло поле a2 · бяла пешка на черно поле b2 · бял офицер на бяло поле e2 · бял цар на бяло поле g2 · бяла пешка на черно поле h2 · бял топ на черно поле a1 · бял топ на бяло поле f1 | 8 |
| 7 | черен топ на бяло поле a8 · черен офицер на бяло поле c8 · черен топ на черно поле f8 · черен цар на бяло поле g8 · черна пешка на бяло поле b7 · черна дама на бяло поле d7 · черна пешка на бяло поле a6 · бял кон на черно поле d6 · черна пешка на бяло поле g6 · черна пешка на черно поле h6 · черна пешка на черно поле c5 · бяла пешка на бяло поле d5 · бяла пешка на бяло поле c4 · черен офицер на черно поле d4 · бял кон на бяло поле e4 · бяла дама на бяло поле d3 · бяла пешка на бяло поле f3 · черен кон на черно поле g3 · бяла пешка на бяло поле a2 · бяла пешка на черно поле b2 · бял офицер на бяло поле e2 · бял цар на бяло поле g2 · бяла пешка на черно поле h2 · бял топ на черно поле a1 · бял топ на бяло поле f1 | черен топ на бяло поле a8 · черен офицер на бяло поле c8 · черен топ на черно поле f8 · черен цар на бяло поле g8 · черна пешка на бяло поле b7 · черна дама на бяло поле d7 · черна пешка на бяло поле a6 · бял кон на черно поле d6 · черна пешка на бяло поле g6 · черна пешка на черно поле h6 · черна пешка на черно поле c5 · бяла пешка на бяло поле d5 · бяла пешка на бяло поле c4 · черен офицер на черно поле d4 · бял кон на бяло поле e4 · бяла дама на бяло поле d3 · бяла пешка на бяло поле f3 · черен кон на черно поле g3 · бяла пешка на бяло поле a2 · бяла пешка на черно поле b2 · бял офицер на бяло поле e2 · бял цар на бяло поле g2 · бяла пешка на черно поле h2 · бял топ на черно поле a1 · бял топ на бяло поле f1 | черен топ на бяло поле a8 · черен офицер на бяло поле c8 · черен топ на черно поле f8 · черен цар на бяло поле g8 · черна пешка на бяло поле b7 · черна дама на бяло поле d7 · черна пешка на бяло поле a6 · бял кон на черно поле d6 · черна пешка на бяло поле g6 · черна пешка на черно поле h6 · черна пешка на черно поле c5 · бяла пешка на бяло поле d5 · бяла пешка на бяло поле c4 · черен офицер на черно поле d4 · бял кон на бяло поле e4 · бяла дама на бяло поле d3 · бяла пешка на бяло поле f3 · черен кон на черно поле g3 · бяла пешка на бяло поле a2 · бяла пешка на черно поле b2 · бял офицер на бяло поле e2 · бял цар на бяло поле g2 · бяла пешка на черно поле h2 · бял топ на черно поле a1 · бял топ на бяло поле f1 | черен топ на бяло поле a8 · черен офицер на бяло поле c8 · черен топ на черно поле f8 · черен цар на бяло поле g8 · черна пешка на бяло поле b7 · черна дама на бяло поле d7 · черна пешка на бяло поле a6 · бял кон на черно поле d6 · черна пешка на бяло поле g6 · черна пешка на черно поле h6 · черна пешка на черно поле c5 · бяла пешка на бяло поле d5 · бяла пешка на бяло поле c4 · черен офицер на черно поле d4 · бял кон на бяло поле e4 · бяла дама на бяло поле d3 · бяла пешка на бяло поле f3 · черен кон на черно поле g3 · бяла пешка на бяло поле a2 · бяла пешка на черно поле b2 · бял офицер на бяло поле e2 · бял цар на бяло поле g2 · бяла пешка на черно поле h2 · бял топ на черно поле a1 · бял топ на бяло поле f1 | черен топ на бяло поле a8 · черен офицер на бяло поле c8 · черен топ на черно поле f8 · черен цар на бяло поле g8 · черна пешка на бяло поле b7 · черна дама на бяло поле d7 · черна пешка на бяло поле a6 · бял кон на черно поле d6 · черна пешка на бяло поле g6 · черна пешка на черно поле h6 · черна пешка на черно поле c5 · бяла пешка на бяло поле d5 · бяла пешка на бяло поле c4 · черен офицер на черно поле d4 · бял кон на бяло поле e4 · бяла дама на бяло поле d3 · бяла пешка на бяло поле f3 · черен кон на черно поле g3 · бяла пешка на бяло поле a2 · бяла пешка на черно поле b2 · бял офицер на бяло поле e2 · бял цар на бяло поле g2 · бяла пешка на черно поле h2 · бял топ на черно поле a1 · бял топ на бяло поле f1 | черен топ на бяло поле a8 · черен офицер на бяло поле c8 · черен топ на черно поле f8 · черен цар на бяло поле g8 · черна пешка на бяло поле b7 · черна дама на бяло поле d7 · черна пешка на бяло поле a6 · бял кон на черно поле d6 · черна пешка на бяло поле g6 · черна пешка на черно поле h6 · черна пешка на черно поле c5 · бяла пешка на бяло поле d5 · бяла пешка на бяло поле c4 · черен офицер на черно поле d4 · бял кон на бяло поле e4 · бяла дама на бяло поле d3 · бяла пешка на бяло поле f3 · черен кон на черно поле g3 · бяла пешка на бяло поле a2 · бяла пешка на черно поле b2 · бял офицер на бяло поле e2 · бял цар на бяло поле g2 · бяла пешка на черно поле h2 · бял топ на черно поле a1 · бял топ на бяло поле f1 | черен топ на бяло поле a8 · черен офицер на бяло поле c8 · черен топ на черно поле f8 · черен цар на бяло поле g8 · черна пешка на бяло поле b7 · черна дама на бяло поле d7 · черна пешка на бяло поле a6 · бял кон на черно поле d6 · черна пешка на бяло поле g6 · черна пешка на черно поле h6 · черна пешка на черно поле c5 · бяла пешка на бяло поле d5 · бяла пешка на бяло поле c4 · черен офицер на черно поле d4 · бял кон на бяло поле e4 · бяла дама на бяло поле d3 · бяла пешка на бяло поле f3 · черен кон на черно поле g3 · бяла пешка на бяло поле a2 · бяла пешка на черно поле b2 · бял офицер на бяло поле e2 · бял цар на бяло поле g2 · бяла пешка на черно поле h2 · бял топ на черно поле a1 · бял топ на бяло поле f1 | черен топ на бяло поле a8 · черен офицер на бяло поле c8 · черен топ на черно поле f8 · черен цар на бяло поле g8 · черна пешка на бяло поле b7 · черна дама на бяло поле d7 · черна пешка на бяло поле a6 · бял кон на черно поле d6 · черна пешка на бяло поле g6 · черна пешка на черно поле h6 · черна пешка на черно поле c5 · бяла пешка на бяло поле d5 · бяла пешка на бяло поле c4 · черен офицер на черно поле d4 · бял кон на бяло поле e4 · бяла дама на бяло поле d3 · бяла пешка на бяло поле f3 · черен кон на черно поле g3 · бяла пешка на бяло поле a2 · бяла пешка на черно поле b2 · бял офицер на бяло поле e2 · бял цар на бяло поле g2 · бяла пешка на черно поле h2 · бял топ на черно поле a1 · бял топ на бяло поле f1 | 7 |
| 6 | черен топ на бяло поле a8 · черен офицер на бяло поле c8 · черен топ на черно поле f8 · черен цар на бяло поле g8 · черна пешка на бяло поле b7 · черна дама на бяло поле d7 · черна пешка на бяло поле a6 · бял кон на черно поле d6 · черна пешка на бяло поле g6 · черна пешка на черно поле h6 · черна пешка на черно поле c5 · бяла пешка на бяло поле d5 · бяла пешка на бяло поле c4 · черен офицер на черно поле d4 · бял кон на бяло поле e4 · бяла дама на бяло поле d3 · бяла пешка на бяло поле f3 · черен кон на черно поле g3 · бяла пешка на бяло поле a2 · бяла пешка на черно поле b2 · бял офицер на бяло поле e2 · бял цар на бяло поле g2 · бяла пешка на черно поле h2 · бял топ на черно поле a1 · бял топ на бяло поле f1 | черен топ на бяло поле a8 · черен офицер на бяло поле c8 · черен топ на черно поле f8 · черен цар на бяло поле g8 · черна пешка на бяло поле b7 · черна дама на бяло поле d7 · черна пешка на бяло поле a6 · бял кон на черно поле d6 · черна пешка на бяло поле g6 · черна пешка на черно поле h6 · черна пешка на черно поле c5 · бяла пешка на бяло поле d5 · бяла пешка на бяло поле c4 · черен офицер на черно поле d4 · бял кон на бяло поле e4 · бяла дама на бяло поле d3 · бяла пешка на бяло поле f3 · черен кон на черно поле g3 · бяла пешка на бяло поле a2 · бяла пешка на черно поле b2 · бял офицер на бяло поле e2 · бял цар на бяло поле g2 · бяла пешка на черно поле h2 · бял топ на черно поле a1 · бял топ на бяло поле f1 | черен топ на бяло поле a8 · черен офицер на бяло поле c8 · черен топ на черно поле f8 · черен цар на бяло поле g8 · черна пешка на бяло поле b7 · черна дама на бяло поле d7 · черна пешка на бяло поле a6 · бял кон на черно поле d6 · черна пешка на бяло поле g6 · черна пешка на черно поле h6 · черна пешка на черно поле c5 · бяла пешка на бяло поле d5 · бяла пешка на бяло поле c4 · черен офицер на черно поле d4 · бял кон на бяло поле e4 · бяла дама на бяло поле d3 · бяла пешка на бяло поле f3 · черен кон на черно поле g3 · бяла пешка на бяло поле a2 · бяла пешка на черно поле b2 · бял офицер на бяло поле e2 · бял цар на бяло поле g2 · бяла пешка на черно поле h2 · бял топ на черно поле a1 · бял топ на бяло поле f1 | черен топ на бяло поле a8 · черен офицер на бяло поле c8 · черен топ на черно поле f8 · черен цар на бяло поле g8 · черна пешка на бяло поле b7 · черна дама на бяло поле d7 · черна пешка на бяло поле a6 · бял кон на черно поле d6 · черна пешка на бяло поле g6 · черна пешка на черно поле h6 · черна пешка на черно поле c5 · бяла пешка на бяло поле d5 · бяла пешка на бяло поле c4 · черен офицер на черно поле d4 · бял кон на бяло поле e4 · бяла дама на бяло поле d3 · бяла пешка на бяло поле f3 · черен кон на черно поле g3 · бяла пешка на бяло поле a2 · бяла пешка на черно поле b2 · бял офицер на бяло поле e2 · бял цар на бяло поле g2 · бяла пешка на черно поле h2 · бял топ на черно поле a1 · бял топ на бяло поле f1 | черен топ на бяло поле a8 · черен офицер на бяло поле c8 · черен топ на черно поле f8 · черен цар на бяло поле g8 · черна пешка на бяло поле b7 · черна дама на бяло поле d7 · черна пешка на бяло поле a6 · бял кон на черно поле d6 · черна пешка на бяло поле g6 · черна пешка на черно поле h6 · черна пешка на черно поле c5 · бяла пешка на бяло поле d5 · бяла пешка на бяло поле c4 · черен офицер на черно поле d4 · бял кон на бяло поле e4 · бяла дама на бяло поле d3 · бяла пешка на бяло поле f3 · черен кон на черно поле g3 · бяла пешка на бяло поле a2 · бяла пешка на черно поле b2 · бял офицер на бяло поле e2 · бял цар на бяло поле g2 · бяла пешка на черно поле h2 · бял топ на черно поле a1 · бял топ на бяло поле f1 | черен топ на бяло поле a8 · черен офицер на бяло поле c8 · черен топ на черно поле f8 · черен цар на бяло поле g8 · черна пешка на бяло поле b7 · черна дама на бяло поле d7 · черна пешка на бяло поле a6 · бял кон на черно поле d6 · черна пешка на бяло поле g6 · черна пешка на черно поле h6 · черна пешка на черно поле c5 · бяла пешка на бяло поле d5 · бяла пешка на бяло поле c4 · черен офицер на черно поле d4 · бял кон на бяло поле e4 · бяла дама на бяло поле d3 · бяла пешка на бяло поле f3 · черен кон на черно поле g3 · бяла пешка на бяло поле a2 · бяла пешка на черно поле b2 · бял офицер на бяло поле e2 · бял цар на бяло поле g2 · бяла пешка на черно поле h2 · бял топ на черно поле a1 · бял топ на бяло поле f1 | черен топ на бяло поле a8 · черен офицер на бяло поле c8 · черен топ на черно поле f8 · черен цар на бяло поле g8 · черна пешка на бяло поле b7 · черна дама на бяло поле d7 · черна пешка на бяло поле a6 · бял кон на черно поле d6 · черна пешка на бяло поле g6 · черна пешка на черно поле h6 · черна пешка на черно поле c5 · бяла пешка на бяло поле d5 · бяла пешка на бяло поле c4 · черен офицер на черно поле d4 · бял кон на бяло поле e4 · бяла дама на бяло поле d3 · бяла пешка на бяло поле f3 · черен кон на черно поле g3 · бяла пешка на бяло поле a2 · бяла пешка на черно поле b2 · бял офицер на бяло поле e2 · бял цар на бяло поле g2 · бяла пешка на черно поле h2 · бял топ на черно поле a1 · бял топ на бяло поле f1 | черен топ на бяло поле a8 · черен офицер на бяло поле c8 · черен топ на черно поле f8 · черен цар на бяло поле g8 · черна пешка на бяло поле b7 · черна дама на бяло поле d7 · черна пешка на бяло поле a6 · бял кон на черно поле d6 · черна пешка на бяло поле g6 · черна пешка на черно поле h6 · черна пешка на черно поле c5 · бяла пешка на бяло поле d5 · бяла пешка на бяло поле c4 · черен офицер на черно поле d4 · бял кон на бяло поле e4 · бяла дама на бяло поле d3 · бяла пешка на бяло поле f3 · черен кон на черно поле g3 · бяла пешка на бяло поле a2 · бяла пешка на черно поле b2 · бял офицер на бяло поле e2 · бял цар на бяло поле g2 · бяла пешка на черно поле h2 · бял топ на черно поле a1 · бял топ на бяло поле f1 | 6 |
| 5 | черен топ на бяло поле a8 · черен офицер на бяло поле c8 · черен топ на черно поле f8 · черен цар на бяло поле g8 · черна пешка на бяло поле b7 · черна дама на бяло поле d7 · черна пешка на бяло поле a6 · бял кон на черно поле d6 · черна пешка на бяло поле g6 · черна пешка на черно поле h6 · черна пешка на черно поле c5 · бяла пешка на бяло поле d5 · бяла пешка на бяло поле c4 · черен офицер на черно поле d4 · бял кон на бяло поле e4 · бяла дама на бяло поле d3 · бяла пешка на бяло поле f3 · черен кон на черно поле g3 · бяла пешка на бяло поле a2 · бяла пешка на черно поле b2 · бял офицер на бяло поле e2 · бял цар на бяло поле g2 · бяла пешка на черно поле h2 · бял топ на черно поле a1 · бял топ на бяло поле f1 | черен топ на бяло поле a8 · черен офицер на бяло поле c8 · черен топ на черно поле f8 · черен цар на бяло поле g8 · черна пешка на бяло поле b7 · черна дама на бяло поле d7 · черна пешка на бяло поле a6 · бял кон на черно поле d6 · черна пешка на бяло поле g6 · черна пешка на черно поле h6 · черна пешка на черно поле c5 · бяла пешка на бяло поле d5 · бяла пешка на бяло поле c4 · черен офицер на черно поле d4 · бял кон на бяло поле e4 · бяла дама на бяло поле d3 · бяла пешка на бяло поле f3 · черен кон на черно поле g3 · бяла пешка на бяло поле a2 · бяла пешка на черно поле b2 · бял офицер на бяло поле e2 · бял цар на бяло поле g2 · бяла пешка на черно поле h2 · бял топ на черно поле a1 · бял топ на бяло поле f1 | черен топ на бяло поле a8 · черен офицер на бяло поле c8 · черен топ на черно поле f8 · черен цар на бяло поле g8 · черна пешка на бяло поле b7 · черна дама на бяло поле d7 · черна пешка на бяло поле a6 · бял кон на черно поле d6 · черна пешка на бяло поле g6 · черна пешка на черно поле h6 · черна пешка на черно поле c5 · бяла пешка на бяло поле d5 · бяла пешка на бяло поле c4 · черен офицер на черно поле d4 · бял кон на бяло поле e4 · бяла дама на бяло поле d3 · бяла пешка на бяло поле f3 · черен кон на черно поле g3 · бяла пешка на бяло поле a2 · бяла пешка на черно поле b2 · бял офицер на бяло поле e2 · бял цар на бяло поле g2 · бяла пешка на черно поле h2 · бял топ на черно поле a1 · бял топ на бяло поле f1 | черен топ на бяло поле a8 · черен офицер на бяло поле c8 · черен топ на черно поле f8 · черен цар на бяло поле g8 · черна пешка на бяло поле b7 · черна дама на бяло поле d7 · черна пешка на бяло поле a6 · бял кон на черно поле d6 · черна пешка на бяло поле g6 · черна пешка на черно поле h6 · черна пешка на черно поле c5 · бяла пешка на бяло поле d5 · бяла пешка на бяло поле c4 · черен офицер на черно поле d4 · бял кон на бяло поле e4 · бяла дама на бяло поле d3 · бяла пешка на бяло поле f3 · черен кон на черно поле g3 · бяла пешка на бяло поле a2 · бяла пешка на черно поле b2 · бял офицер на бяло поле e2 · бял цар на бяло поле g2 · бяла пешка на черно поле h2 · бял топ на черно поле a1 · бял топ на бяло поле f1 | черен топ на бяло поле a8 · черен офицер на бяло поле c8 · черен топ на черно поле f8 · черен цар на бяло поле g8 · черна пешка на бяло поле b7 · черна дама на бяло поле d7 · черна пешка на бяло поле a6 · бял кон на черно поле d6 · черна пешка на бяло поле g6 · черна пешка на черно поле h6 · черна пешка на черно поле c5 · бяла пешка на бяло поле d5 · бяла пешка на бяло поле c4 · черен офицер на черно поле d4 · бял кон на бяло поле e4 · бяла дама на бяло поле d3 · бяла пешка на бяло поле f3 · черен кон на черно поле g3 · бяла пешка на бяло поле a2 · бяла пешка на черно поле b2 · бял офицер на бяло поле e2 · бял цар на бяло поле g2 · бяла пешка на черно поле h2 · бял топ на черно поле a1 · бял топ на бяло поле f1 | черен топ на бяло поле a8 · черен офицер на бяло поле c8 · черен топ на черно поле f8 · черен цар на бяло поле g8 · черна пешка на бяло поле b7 · черна дама на бяло поле d7 · черна пешка на бяло поле a6 · бял кон на черно поле d6 · черна пешка на бяло поле g6 · черна пешка на черно поле h6 · черна пешка на черно поле c5 · бяла пешка на бяло поле d5 · бяла пешка на бяло поле c4 · черен офицер на черно поле d4 · бял кон на бяло поле e4 · бяла дама на бяло поле d3 · бяла пешка на бяло поле f3 · черен кон на черно поле g3 · бяла пешка на бяло поле a2 · бяла пешка на черно поле b2 · бял офицер на бяло поле e2 · бял цар на бяло поле g2 · бяла пешка на черно поле h2 · бял топ на черно поле a1 · бял топ на бяло поле f1 | черен топ на бяло поле a8 · черен офицер на бяло поле c8 · черен топ на черно поле f8 · черен цар на бяло поле g8 · черна пешка на бяло поле b7 · черна дама на бяло поле d7 · черна пешка на бяло поле a6 · бял кон на черно поле d6 · черна пешка на бяло поле g6 · черна пешка на черно поле h6 · черна пешка на черно поле c5 · бяла пешка на бяло поле d5 · бяла пешка на бяло поле c4 · черен офицер на черно поле d4 · бял кон на бяло поле e4 · бяла дама на бяло поле d3 · бяла пешка на бяло поле f3 · черен кон на черно поле g3 · бяла пешка на бяло поле a2 · бяла пешка на черно поле b2 · бял офицер на бяло поле e2 · бял цар на бяло поле g2 · бяла пешка на черно поле h2 · бял топ на черно поле a1 · бял топ на бяло поле f1 | черен топ на бяло поле a8 · черен офицер на бяло поле c8 · черен топ на черно поле f8 · черен цар на бяло поле g8 · черна пешка на бяло поле b7 · черна дама на бяло поле d7 · черна пешка на бяло поле a6 · бял кон на черно поле d6 · черна пешка на бяло поле g6 · черна пешка на черно поле h6 · черна пешка на черно поле c5 · бяла пешка на бяло поле d5 · бяла пешка на бяло поле c4 · черен офицер на черно поле d4 · бял кон на бяло поле e4 · бяла дама на бяло поле d3 · бяла пешка на бяло поле f3 · черен кон на черно поле g3 · бяла пешка на бяло поле a2 · бяла пешка на черно поле b2 · бял офицер на бяло поле e2 · бял цар на бяло поле g2 · бяла пешка на черно поле h2 · бял топ на черно поле a1 · бял топ на бяло поле f1 | 5 |
| 4 | черен топ на бяло поле a8 · черен офицер на бяло поле c8 · черен топ на черно поле f8 · черен цар на бяло поле g8 · черна пешка на бяло поле b7 · черна дама на бяло поле d7 · черна пешка на бяло поле a6 · бял кон на черно поле d6 · черна пешка на бяло поле g6 · черна пешка на черно поле h6 · черна пешка на черно поле c5 · бяла пешка на бяло поле d5 · бяла пешка на бяло поле c4 · черен офицер на черно поле d4 · бял кон на бяло поле e4 · бяла дама на бяло поле d3 · бяла пешка на бяло поле f3 · черен кон на черно поле g3 · бяла пешка на бяло поле a2 · бяла пешка на черно поле b2 · бял офицер на бяло поле e2 · бял цар на бяло поле g2 · бяла пешка на черно поле h2 · бял топ на черно поле a1 · бял топ на бяло поле f1 | черен топ на бяло поле a8 · черен офицер на бяло поле c8 · черен топ на черно поле f8 · черен цар на бяло поле g8 · черна пешка на бяло поле b7 · черна дама на бяло поле d7 · черна пешка на бяло поле a6 · бял кон на черно поле d6 · черна пешка на бяло поле g6 · черна пешка на черно поле h6 · черна пешка на черно поле c5 · бяла пешка на бяло поле d5 · бяла пешка на бяло поле c4 · черен офицер на черно поле d4 · бял кон на бяло поле e4 · бяла дама на бяло поле d3 · бяла пешка на бяло поле f3 · черен кон на черно поле g3 · бяла пешка на бяло поле a2 · бяла пешка на черно поле b2 · бял офицер на бяло поле e2 · бял цар на бяло поле g2 · бяла пешка на черно поле h2 · бял топ на черно поле a1 · бял топ на бяло поле f1 | черен топ на бяло поле a8 · черен офицер на бяло поле c8 · черен топ на черно поле f8 · черен цар на бяло поле g8 · черна пешка на бяло поле b7 · черна дама на бяло поле d7 · черна пешка на бяло поле a6 · бял кон на черно поле d6 · черна пешка на бяло поле g6 · черна пешка на черно поле h6 · черна пешка на черно поле c5 · бяла пешка на бяло поле d5 · бяла пешка на бяло поле c4 · черен офицер на черно поле d4 · бял кон на бяло поле e4 · бяла дама на бяло поле d3 · бяла пешка на бяло поле f3 · черен кон на черно поле g3 · бяла пешка на бяло поле a2 · бяла пешка на черно поле b2 · бял офицер на бяло поле e2 · бял цар на бяло поле g2 · бяла пешка на черно поле h2 · бял топ на черно поле a1 · бял топ на бяло поле f1 | черен топ на бяло поле a8 · черен офицер на бяло поле c8 · черен топ на черно поле f8 · черен цар на бяло поле g8 · черна пешка на бяло поле b7 · черна дама на бяло поле d7 · черна пешка на бяло поле a6 · бял кон на черно поле d6 · черна пешка на бяло поле g6 · черна пешка на черно поле h6 · черна пешка на черно поле c5 · бяла пешка на бяло поле d5 · бяла пешка на бяло поле c4 · черен офицер на черно поле d4 · бял кон на бяло поле e4 · бяла дама на бяло поле d3 · бяла пешка на бяло поле f3 · черен кон на черно поле g3 · бяла пешка на бяло поле a2 · бяла пешка на черно поле b2 · бял офицер на бяло поле e2 · бял цар на бяло поле g2 · бяла пешка на черно поле h2 · бял топ на черно поле a1 · бял топ на бяло поле f1 | черен топ на бяло поле a8 · черен офицер на бяло поле c8 · черен топ на черно поле f8 · черен цар на бяло поле g8 · черна пешка на бяло поле b7 · черна дама на бяло поле d7 · черна пешка на бяло поле a6 · бял кон на черно поле d6 · черна пешка на бяло поле g6 · черна пешка на черно поле h6 · черна пешка на черно поле c5 · бяла пешка на бяло поле d5 · бяла пешка на бяло поле c4 · черен офицер на черно поле d4 · бял кон на бяло поле e4 · бяла дама на бяло поле d3 · бяла пешка на бяло поле f3 · черен кон на черно поле g3 · бяла пешка на бяло поле a2 · бяла пешка на черно поле b2 · бял офицер на бяло поле e2 · бял цар на бяло поле g2 · бяла пешка на черно поле h2 · бял топ на черно поле a1 · бял топ на бяло поле f1 | черен топ на бяло поле a8 · черен офицер на бяло поле c8 · черен топ на черно поле f8 · черен цар на бяло поле g8 · черна пешка на бяло поле b7 · черна дама на бяло поле d7 · черна пешка на бяло поле a6 · бял кон на черно поле d6 · черна пешка на бяло поле g6 · черна пешка на черно поле h6 · черна пешка на черно поле c5 · бяла пешка на бяло поле d5 · бяла пешка на бяло поле c4 · черен офицер на черно поле d4 · бял кон на бяло поле e4 · бяла дама на бяло поле d3 · бяла пешка на бяло поле f3 · черен кон на черно поле g3 · бяла пешка на бяло поле a2 · бяла пешка на черно поле b2 · бял офицер на бяло поле e2 · бял цар на бяло поле g2 · бяла пешка на черно поле h2 · бял топ на черно поле a1 · бял топ на бяло поле f1 | черен топ на бяло поле a8 · черен офицер на бяло поле c8 · черен топ на черно поле f8 · черен цар на бяло поле g8 · черна пешка на бяло поле b7 · черна дама на бяло поле d7 · черна пешка на бяло поле a6 · бял кон на черно поле d6 · черна пешка на бяло поле g6 · черна пешка на черно поле h6 · черна пешка на черно поле c5 · бяла пешка на бяло поле d5 · бяла пешка на бяло поле c4 · черен офицер на черно поле d4 · бял кон на бяло поле e4 · бяла дама на бяло поле d3 · бяла пешка на бяло поле f3 · черен кон на черно поле g3 · бяла пешка на бяло поле a2 · бяла пешка на черно поле b2 · бял офицер на бяло поле e2 · бял цар на бяло поле g2 · бяла пешка на черно поле h2 · бял топ на черно поле a1 · бял топ на бяло поле f1 | черен топ на бяло поле a8 · черен офицер на бяло поле c8 · черен топ на черно поле f8 · черен цар на бяло поле g8 · черна пешка на бяло поле b7 · черна дама на бяло поле d7 · черна пешка на бяло поле a6 · бял кон на черно поле d6 · черна пешка на бяло поле g6 · черна пешка на черно поле h6 · черна пешка на черно поле c5 · бяла пешка на бяло поле d5 · бяла пешка на бяло поле c4 · черен офицер на черно поле d4 · бял кон на бяло поле e4 · бяла дама на бяло поле d3 · бяла пешка на бяло поле f3 · черен кон на черно поле g3 · бяла пешка на бяло поле a2 · бяла пешка на черно поле b2 · бял офицер на бяло поле e2 · бял цар на бяло поле g2 · бяла пешка на черно поле h2 · бял топ на черно поле a1 · бял топ на бяло поле f1 | 4 |
| 3 | черен топ на бяло поле a8 · черен офицер на бяло поле c8 · черен топ на черно поле f8 · черен цар на бяло поле g8 · черна пешка на бяло поле b7 · черна дама на бяло поле d7 · черна пешка на бяло поле a6 · бял кон на черно поле d6 · черна пешка на бяло поле g6 · черна пешка на черно поле h6 · черна пешка на черно поле c5 · бяла пешка на бяло поле d5 · бяла пешка на бяло поле c4 · черен офицер на черно поле d4 · бял кон на бяло поле e4 · бяла дама на бяло поле d3 · бяла пешка на бяло поле f3 · черен кон на черно поле g3 · бяла пешка на бяло поле a2 · бяла пешка на черно поле b2 · бял офицер на бяло поле e2 · бял цар на бяло поле g2 · бяла пешка на черно поле h2 · бял топ на черно поле a1 · бял топ на бяло поле f1 | черен топ на бяло поле a8 · черен офицер на бяло поле c8 · черен топ на черно поле f8 · черен цар на бяло поле g8 · черна пешка на бяло поле b7 · черна дама на бяло поле d7 · черна пешка на бяло поле a6 · бял кон на черно поле d6 · черна пешка на бяло поле g6 · черна пешка на черно поле h6 · черна пешка на черно поле c5 · бяла пешка на бяло поле d5 · бяла пешка на бяло поле c4 · черен офицер на черно поле d4 · бял кон на бяло поле e4 · бяла дама на бяло поле d3 · бяла пешка на бяло поле f3 · черен кон на черно поле g3 · бяла пешка на бяло поле a2 · бяла пешка на черно поле b2 · бял офицер на бяло поле e2 · бял цар на бяло поле g2 · бяла пешка на черно поле h2 · бял топ на черно поле a1 · бял топ на бяло поле f1 | черен топ на бяло поле a8 · черен офицер на бяло поле c8 · черен топ на черно поле f8 · черен цар на бяло поле g8 · черна пешка на бяло поле b7 · черна дама на бяло поле d7 · черна пешка на бяло поле a6 · бял кон на черно поле d6 · черна пешка на бяло поле g6 · черна пешка на черно поле h6 · черна пешка на черно поле c5 · бяла пешка на бяло поле d5 · бяла пешка на бяло поле c4 · черен офицер на черно поле d4 · бял кон на бяло поле e4 · бяла дама на бяло поле d3 · бяла пешка на бяло поле f3 · черен кон на черно поле g3 · бяла пешка на бяло поле a2 · бяла пешка на черно поле b2 · бял офицер на бяло поле e2 · бял цар на бяло поле g2 · бяла пешка на черно поле h2 · бял топ на черно поле a1 · бял топ на бяло поле f1 | черен топ на бяло поле a8 · черен офицер на бяло поле c8 · черен топ на черно поле f8 · черен цар на бяло поле g8 · черна пешка на бяло поле b7 · черна дама на бяло поле d7 · черна пешка на бяло поле a6 · бял кон на черно поле d6 · черна пешка на бяло поле g6 · черна пешка на черно поле h6 · черна пешка на черно поле c5 · бяла пешка на бяло поле d5 · бяла пешка на бяло поле c4 · черен офицер на черно поле d4 · бял кон на бяло поле e4 · бяла дама на бяло поле d3 · бяла пешка на бяло поле f3 · черен кон на черно поле g3 · бяла пешка на бяло поле a2 · бяла пешка на черно поле b2 · бял офицер на бяло поле e2 · бял цар на бяло поле g2 · бяла пешка на черно поле h2 · бял топ на черно поле a1 · бял топ на бяло поле f1 | черен топ на бяло поле a8 · черен офицер на бяло поле c8 · черен топ на черно поле f8 · черен цар на бяло поле g8 · черна пешка на бяло поле b7 · черна дама на бяло поле d7 · черна пешка на бяло поле a6 · бял кон на черно поле d6 · черна пешка на бяло поле g6 · черна пешка на черно поле h6 · черна пешка на черно поле c5 · бяла пешка на бяло поле d5 · бяла пешка на бяло поле c4 · черен офицер на черно поле d4 · бял кон на бяло поле e4 · бяла дама на бяло поле d3 · бяла пешка на бяло поле f3 · черен кон на черно поле g3 · бяла пешка на бяло поле a2 · бяла пешка на черно поле b2 · бял офицер на бяло поле e2 · бял цар на бяло поле g2 · бяла пешка на черно поле h2 · бял топ на черно поле a1 · бял топ на бяло поле f1 | черен топ на бяло поле a8 · черен офицер на бяло поле c8 · черен топ на черно поле f8 · черен цар на бяло поле g8 · черна пешка на бяло поле b7 · черна дама на бяло поле d7 · черна пешка на бяло поле a6 · бял кон на черно поле d6 · черна пешка на бяло поле g6 · черна пешка на черно поле h6 · черна пешка на черно поле c5 · бяла пешка на бяло поле d5 · бяла пешка на бяло поле c4 · черен офицер на черно поле d4 · бял кон на бяло поле e4 · бяла дама на бяло поле d3 · бяла пешка на бяло поле f3 · черен кон на черно поле g3 · бяла пешка на бяло поле a2 · бяла пешка на черно поле b2 · бял офицер на бяло поле e2 · бял цар на бяло поле g2 · бяла пешка на черно поле h2 · бял топ на черно поле a1 · бял топ на бяло поле f1 | черен топ на бяло поле a8 · черен офицер на бяло поле c8 · черен топ на черно поле f8 · черен цар на бяло поле g8 · черна пешка на бяло поле b7 · черна дама на бяло поле d7 · черна пешка на бяло поле a6 · бял кон на черно поле d6 · черна пешка на бяло поле g6 · черна пешка на черно поле h6 · черна пешка на черно поле c5 · бяла пешка на бяло поле d5 · бяла пешка на бяло поле c4 · черен офицер на черно поле d4 · бял кон на бяло поле e4 · бяла дама на бяло поле d3 · бяла пешка на бяло поле f3 · черен кон на черно поле g3 · бяла пешка на бяло поле a2 · бяла пешка на черно поле b2 · бял офицер на бяло поле e2 · бял цар на бяло поле g2 · бяла пешка на черно поле h2 · бял топ на черно поле a1 · бял топ на бяло поле f1 | черен топ на бяло поле a8 · черен офицер на бяло поле c8 · черен топ на черно поле f8 · черен цар на бяло поле g8 · черна пешка на бяло поле b7 · черна дама на бяло поле d7 · черна пешка на бяло поле a6 · бял кон на черно поле d6 · черна пешка на бяло поле g6 · черна пешка на черно поле h6 · черна пешка на черно поле c5 · бяла пешка на бяло поле d5 · бяла пешка на бяло поле c4 · черен офицер на черно поле d4 · бял кон на бяло поле e4 · бяла дама на бяло поле d3 · бяла пешка на бяло поле f3 · черен кон на черно поле g3 · бяла пешка на бяло поле a2 · бяла пешка на черно поле b2 · бял офицер на бяло поле e2 · бял цар на бяло поле g2 · бяла пешка на черно поле h2 · бял топ на черно поле a1 · бял топ на бяло поле f1 | 3 |
| 2 | черен топ на бяло поле a8 · черен офицер на бяло поле c8 · черен топ на черно поле f8 · черен цар на бяло поле g8 · черна пешка на бяло поле b7 · черна дама на бяло поле d7 · черна пешка на бяло поле a6 · бял кон на черно поле d6 · черна пешка на бяло поле g6 · черна пешка на черно поле h6 · черна пешка на черно поле c5 · бяла пешка на бяло поле d5 · бяла пешка на бяло поле c4 · черен офицер на черно поле d4 · бял кон на бяло поле e4 · бяла дама на бяло поле d3 · бяла пешка на бяло поле f3 · черен кон на черно поле g3 · бяла пешка на бяло поле a2 · бяла пешка на черно поле b2 · бял офицер на бяло поле e2 · бял цар на бяло поле g2 · бяла пешка на черно поле h2 · бял топ на черно поле a1 · бял топ на бяло поле f1 | черен топ на бяло поле a8 · черен офицер на бяло поле c8 · черен топ на черно поле f8 · черен цар на бяло поле g8 · черна пешка на бяло поле b7 · черна дама на бяло поле d7 · черна пешка на бяло поле a6 · бял кон на черно поле d6 · черна пешка на бяло поле g6 · черна пешка на черно поле h6 · черна пешка на черно поле c5 · бяла пешка на бяло поле d5 · бяла пешка на бяло поле c4 · черен офицер на черно поле d4 · бял кон на бяло поле e4 · бяла дама на бяло поле d3 · бяла пешка на бяло поле f3 · черен кон на черно поле g3 · бяла пешка на бяло поле a2 · бяла пешка на черно поле b2 · бял офицер на бяло поле e2 · бял цар на бяло поле g2 · бяла пешка на черно поле h2 · бял топ на черно поле a1 · бял топ на бяло поле f1 | черен топ на бяло поле a8 · черен офицер на бяло поле c8 · черен топ на черно поле f8 · черен цар на бяло поле g8 · черна пешка на бяло поле b7 · черна дама на бяло поле d7 · черна пешка на бяло поле a6 · бял кон на черно поле d6 · черна пешка на бяло поле g6 · черна пешка на черно поле h6 · черна пешка на черно поле c5 · бяла пешка на бяло поле d5 · бяла пешка на бяло поле c4 · черен офицер на черно поле d4 · бял кон на бяло поле e4 · бяла дама на бяло поле d3 · бяла пешка на бяло поле f3 · черен кон на черно поле g3 · бяла пешка на бяло поле a2 · бяла пешка на черно поле b2 · бял офицер на бяло поле e2 · бял цар на бяло поле g2 · бяла пешка на черно поле h2 · бял топ на черно поле a1 · бял топ на бяло поле f1 | черен топ на бяло поле a8 · черен офицер на бяло поле c8 · черен топ на черно поле f8 · черен цар на бяло поле g8 · черна пешка на бяло поле b7 · черна дама на бяло поле d7 · черна пешка на бяло поле a6 · бял кон на черно поле d6 · черна пешка на бяло поле g6 · черна пешка на черно поле h6 · черна пешка на черно поле c5 · бяла пешка на бяло поле d5 · бяла пешка на бяло поле c4 · черен офицер на черно поле d4 · бял кон на бяло поле e4 · бяла дама на бяло поле d3 · бяла пешка на бяло поле f3 · черен кон на черно поле g3 · бяла пешка на бяло поле a2 · бяла пешка на черно поле b2 · бял офицер на бяло поле e2 · бял цар на бяло поле g2 · бяла пешка на черно поле h2 · бял топ на черно поле a1 · бял топ на бяло поле f1 | черен топ на бяло поле a8 · черен офицер на бяло поле c8 · черен топ на черно поле f8 · черен цар на бяло поле g8 · черна пешка на бяло поле b7 · черна дама на бяло поле d7 · черна пешка на бяло поле a6 · бял кон на черно поле d6 · черна пешка на бяло поле g6 · черна пешка на черно поле h6 · черна пешка на черно поле c5 · бяла пешка на бяло поле d5 · бяла пешка на бяло поле c4 · черен офицер на черно поле d4 · бял кон на бяло поле e4 · бяла дама на бяло поле d3 · бяла пешка на бяло поле f3 · черен кон на черно поле g3 · бяла пешка на бяло поле a2 · бяла пешка на черно поле b2 · бял офицер на бяло поле e2 · бял цар на бяло поле g2 · бяла пешка на черно поле h2 · бял топ на черно поле a1 · бял топ на бяло поле f1 | черен топ на бяло поле a8 · черен офицер на бяло поле c8 · черен топ на черно поле f8 · черен цар на бяло поле g8 · черна пешка на бяло поле b7 · черна дама на бяло поле d7 · черна пешка на бяло поле a6 · бял кон на черно поле d6 · черна пешка на бяло поле g6 · черна пешка на черно поле h6 · черна пешка на черно поле c5 · бяла пешка на бяло поле d5 · бяла пешка на бяло поле c4 · черен офицер на черно поле d4 · бял кон на бяло поле e4 · бяла дама на бяло поле d3 · бяла пешка на бяло поле f3 · черен кон на черно поле g3 · бяла пешка на бяло поле a2 · бяла пешка на черно поле b2 · бял офицер на бяло поле e2 · бял цар на бяло поле g2 · бяла пешка на черно поле h2 · бял топ на черно поле a1 · бял топ на бяло поле f1 | черен топ на бяло поле a8 · черен офицер на бяло поле c8 · черен топ на черно поле f8 · черен цар на бяло поле g8 · черна пешка на бяло поле b7 · черна дама на бяло поле d7 · черна пешка на бяло поле a6 · бял кон на черно поле d6 · черна пешка на бяло поле g6 · черна пешка на черно поле h6 · черна пешка на черно поле c5 · бяла пешка на бяло поле d5 · бяла пешка на бяло поле c4 · черен офицер на черно поле d4 · бял кон на бяло поле e4 · бяла дама на бяло поле d3 · бяла пешка на бяло поле f3 · черен кон на черно поле g3 · бяла пешка на бяло поле a2 · бяла пешка на черно поле b2 · бял офицер на бяло поле e2 · бял цар на бяло поле g2 · бяла пешка на черно поле h2 · бял топ на черно поле a1 · бял топ на бяло поле f1 | черен топ на бяло поле a8 · черен офицер на бяло поле c8 · черен топ на черно поле f8 · черен цар на бяло поле g8 · черна пешка на бяло поле b7 · черна дама на бяло поле d7 · черна пешка на бяло поле a6 · бял кон на черно поле d6 · черна пешка на бяло поле g6 · черна пешка на черно поле h6 · черна пешка на черно поле c5 · бяла пешка на бяло поле d5 · бяла пешка на бяло поле c4 · черен офицер на черно поле d4 · бял кон на бяло поле e4 · бяла дама на бяло поле d3 · бяла пешка на бяло поле f3 · черен кон на черно поле g3 · бяла пешка на бяло поле a2 · бяла пешка на черно поле b2 · бял офицер на бяло поле e2 · бял цар на бяло поле g2 · бяла пешка на черно поле h2 · бял топ на черно поле a1 · бял топ на бяло поле f1 | 2 |
| 1 | черен топ на бяло поле a8 · черен офицер на бяло поле c8 · черен топ на черно поле f8 · черен цар на бяло поле g8 · черна пешка на бяло поле b7 · черна дама на бяло поле d7 · черна пешка на бяло поле a6 · бял кон на черно поле d6 · черна пешка на бяло поле g6 · черна пешка на черно поле h6 · черна пешка на черно поле c5 · бяла пешка на бяло поле d5 · бяла пешка на бяло поле c4 · черен офицер на черно поле d4 · бял кон на бяло поле e4 · бяла дама на бяло поле d3 · бяла пешка на бяло поле f3 · черен кон на черно поле g3 · бяла пешка на бяло поле a2 · бяла пешка на черно поле b2 · бял офицер на бяло поле e2 · бял цар на бяло поле g2 · бяла пешка на черно поле h2 · бял топ на черно поле a1 · бял топ на бяло поле f1 | черен топ на бяло поле a8 · черен офицер на бяло поле c8 · черен топ на черно поле f8 · черен цар на бяло поле g8 · черна пешка на бяло поле b7 · черна дама на бяло поле d7 · черна пешка на бяло поле a6 · бял кон на черно поле d6 · черна пешка на бяло поле g6 · черна пешка на черно поле h6 · черна пешка на черно поле c5 · бяла пешка на бяло поле d5 · бяла пешка на бяло поле c4 · черен офицер на черно поле d4 · бял кон на бяло поле e4 · бяла дама на бяло поле d3 · бяла пешка на бяло поле f3 · черен кон на черно поле g3 · бяла пешка на бяло поле a2 · бяла пешка на черно поле b2 · бял офицер на бяло поле e2 · бял цар на бяло поле g2 · бяла пешка на черно поле h2 · бял топ на черно поле a1 · бял топ на бяло поле f1 | черен топ на бяло поле a8 · черен офицер на бяло поле c8 · черен топ на черно поле f8 · черен цар на бяло поле g8 · черна пешка на бяло поле b7 · черна дама на бяло поле d7 · черна пешка на бяло поле a6 · бял кон на черно поле d6 · черна пешка на бяло поле g6 · черна пешка на черно поле h6 · черна пешка на черно поле c5 · бяла пешка на бяло поле d5 · бяла пешка на бяло поле c4 · черен офицер на черно поле d4 · бял кон на бяло поле e4 · бяла дама на бяло поле d3 · бяла пешка на бяло поле f3 · черен кон на черно поле g3 · бяла пешка на бяло поле a2 · бяла пешка на черно поле b2 · бял офицер на бяло поле e2 · бял цар на бяло поле g2 · бяла пешка на черно поле h2 · бял топ на черно поле a1 · бял топ на бяло поле f1 | черен топ на бяло поле a8 · черен офицер на бяло поле c8 · черен топ на черно поле f8 · черен цар на бяло поле g8 · черна пешка на бяло поле b7 · черна дама на бяло поле d7 · черна пешка на бяло поле a6 · бял кон на черно поле d6 · черна пешка на бяло поле g6 · черна пешка на черно поле h6 · черна пешка на черно поле c5 · бяла пешка на бяло поле d5 · бяла пешка на бяло поле c4 · черен офицер на черно поле d4 · бял кон на бяло поле e4 · бяла дама на бяло поле d3 · бяла пешка на бяло поле f3 · черен кон на черно поле g3 · бяла пешка на бяло поле a2 · бяла пешка на черно поле b2 · бял офицер на бяло поле e2 · бял цар на бяло поле g2 · бяла пешка на черно поле h2 · бял топ на черно поле a1 · бял топ на бяло поле f1 | черен топ на бяло поле a8 · черен офицер на бяло поле c8 · черен топ на черно поле f8 · черен цар на бяло поле g8 · черна пешка на бяло поле b7 · черна дама на бяло поле d7 · черна пешка на бяло поле a6 · бял кон на черно поле d6 · черна пешка на бяло поле g6 · черна пешка на черно поле h6 · черна пешка на черно поле c5 · бяла пешка на бяло поле d5 · бяла пешка на бяло поле c4 · черен офицер на черно поле d4 · бял кон на бяло поле e4 · бяла дама на бяло поле d3 · бяла пешка на бяло поле f3 · черен кон на черно поле g3 · бяла пешка на бяло поле a2 · бяла пешка на черно поле b2 · бял офицер на бяло поле e2 · бял цар на бяло поле g2 · бяла пешка на черно поле h2 · бял топ на черно поле a1 · бял топ на бяло поле f1 | черен топ на бяло поле a8 · черен офицер на бяло поле c8 · черен топ на черно поле f8 · черен цар на бяло поле g8 · черна пешка на бяло поле b7 · черна дама на бяло поле d7 · черна пешка на бяло поле a6 · бял кон на черно поле d6 · черна пешка на бяло поле g6 · черна пешка на черно поле h6 · черна пешка на черно поле c5 · бяла пешка на бяло поле d5 · бяла пешка на бяло поле c4 · черен офицер на черно поле d4 · бял кон на бяло поле e4 · бяла дама на бяло поле d3 · бяла пешка на бяло поле f3 · черен кон на черно поле g3 · бяла пешка на бяло поле a2 · бяла пешка на черно поле b2 · бял офицер на бяло поле e2 · бял цар на бяло поле g2 · бяла пешка на черно поле h2 · бял топ на черно поле a1 · бял топ на бяло поле f1 | черен топ на бяло поле a8 · черен офицер на бяло поле c8 · черен топ на черно поле f8 · черен цар на бяло поле g8 · черна пешка на бяло поле b7 · черна дама на бяло поле d7 · черна пешка на бяло поле a6 · бял кон на черно поле d6 · черна пешка на бяло поле g6 · черна пешка на черно поле h6 · черна пешка на черно поле c5 · бяла пешка на бяло поле d5 · бяла пешка на бяло поле c4 · черен офицер на черно поле d4 · бял кон на бяло поле e4 · бяла дама на бяло поле d3 · бяла пешка на бяло поле f3 · черен кон на черно поле g3 · бяла пешка на бяло поле a2 · бяла пешка на черно поле b2 · бял офицер на бяло поле e2 · бял цар на бяло поле g2 · бяла пешка на черно поле h2 · бял топ на черно поле a1 · бял топ на бяло поле f1 | черен топ на бяло поле a8 · черен офицер на бяло поле c8 · черен топ на черно поле f8 · черен цар на бяло поле g8 · черна пешка на бяло поле b7 · черна дама на бяло поле d7 · черна пешка на бяло поле a6 · бял кон на черно поле d6 · черна пешка на бяло поле g6 · черна пешка на черно поле h6 · черна пешка на черно поле c5 · бяла пешка на бяло поле d5 · бяла пешка на бяло поле c4 · черен офицер на черно поле d4 · бял кон на бяло поле e4 · бяла дама на бяло поле d3 · бяла пешка на бяло поле f3 · черен кон на черно поле g3 · бяла пешка на бяло поле a2 · бяла пешка на черно поле b2 · бял офицер на бяло поле e2 · бял цар на бяло поле g2 · бяла пешка на черно поле h2 · бял топ на черно поле a1 · бял топ на бяло поле f1 | 1 |
|   | a | b | c | d | e | f | g | h |   |

- Светозар Глигорич – Роберт Фишер ½–½, Староиндийска защита: Oртодоксален вариант, Класическа система (E98), Блед, 1961

1.d4 Кf6 2.c4 g6 3.Кс3 Оg7 4.e4 d6 5.Кf3 0 – 0 6.Ое2 e5 7.0 – 0 Кс6 8.d5 Ке7 9.Ке1 Кd7 10.Кd3 f5 11.e:f5 К:f5 12.f3 Кf6 13.Кf2 Кd4 14.Кfe4 Кh5 15.Оg5 Дd7 16.g3 h6 17.Ое3 c5 18.О:d4 e:d4 19.Кb5 a6 20.Кb:d6 d3 21.Д:d3 Оd4+ 22.Цg2 К:g3 (виж диаграма 1) 23.К:c8 К:f1 24.Кb6 Дс7 25.Т:f1 Д:b6 26.b4 Д:b4 27.Тb1 Да5 28.К:c5 Д:c5 29.Д:g6+ Оg7 30.Т:b7 Дd4 31.Оd3 Тf4 32.Де6+ Цh8 33.Дg6 ½–½
|   | a | b | c | d | e | f | g | h |   |
| 8 | черен топ на бяло поле a8 · черна дама на черно поле d8 · черен топ на бяло поле e8 · черен цар на бяло поле g8 · черна пешка на черно поле a7 · черна пешка на бяло поле f7 · черен офицер на черно поле g7 · черна пешка на бяло поле h7 · черен офицер на бяло поле a6 · черна пешка на черно поле b6 · черна пешка на бяло поле g6 · черна пешка на бяло поле d5 · бял офицер на черно поле a3 · бяла пешка на бяло поле b3 · бял кон на черно поле c3 · черен кон на черно поле e3 · бяла пешка на черно поле g3 · бяла пешка на бяло поле a2 · бяла дама на черно поле d2 · бял кон на бяло поле e2 · бял офицер на бяло поле g2 · бяла пешка на черно поле h2 · бял топ на черно поле a1 · бял топ на бяло поле d1 · бял цар на черно поле g1 | черен топ на бяло поле a8 · черна дама на черно поле d8 · черен топ на бяло поле e8 · черен цар на бяло поле g8 · черна пешка на черно поле a7 · черна пешка на бяло поле f7 · черен офицер на черно поле g7 · черна пешка на бяло поле h7 · черен офицер на бяло поле a6 · черна пешка на черно поле b6 · черна пешка на бяло поле g6 · черна пешка на бяло поле d5 · бял офицер на черно поле a3 · бяла пешка на бяло поле b3 · бял кон на черно поле c3 · черен кон на черно поле e3 · бяла пешка на черно поле g3 · бяла пешка на бяло поле a2 · бяла дама на черно поле d2 · бял кон на бяло поле e2 · бял офицер на бяло поле g2 · бяла пешка на черно поле h2 · бял топ на черно поле a1 · бял топ на бяло поле d1 · бял цар на черно поле g1 | черен топ на бяло поле a8 · черна дама на черно поле d8 · черен топ на бяло поле e8 · черен цар на бяло поле g8 · черна пешка на черно поле a7 · черна пешка на бяло поле f7 · черен офицер на черно поле g7 · черна пешка на бяло поле h7 · черен офицер на бяло поле a6 · черна пешка на черно поле b6 · черна пешка на бяло поле g6 · черна пешка на бяло поле d5 · бял офицер на черно поле a3 · бяла пешка на бяло поле b3 · бял кон на черно поле c3 · черен кон на черно поле e3 · бяла пешка на черно поле g3 · бяла пешка на бяло поле a2 · бяла дама на черно поле d2 · бял кон на бяло поле e2 · бял офицер на бяло поле g2 · бяла пешка на черно поле h2 · бял топ на черно поле a1 · бял топ на бяло поле d1 · бял цар на черно поле g1 | черен топ на бяло поле a8 · черна дама на черно поле d8 · черен топ на бяло поле e8 · черен цар на бяло поле g8 · черна пешка на черно поле a7 · черна пешка на бяло поле f7 · черен офицер на черно поле g7 · черна пешка на бяло поле h7 · черен офицер на бяло поле a6 · черна пешка на черно поле b6 · черна пешка на бяло поле g6 · черна пешка на бяло поле d5 · бял офицер на черно поле a3 · бяла пешка на бяло поле b3 · бял кон на черно поле c3 · черен кон на черно поле e3 · бяла пешка на черно поле g3 · бяла пешка на бяло поле a2 · бяла дама на черно поле d2 · бял кон на бяло поле e2 · бял офицер на бяло поле g2 · бяла пешка на черно поле h2 · бял топ на черно поле a1 · бял топ на бяло поле d1 · бял цар на черно поле g1 | черен топ на бяло поле a8 · черна дама на черно поле d8 · черен топ на бяло поле e8 · черен цар на бяло поле g8 · черна пешка на черно поле a7 · черна пешка на бяло поле f7 · черен офицер на черно поле g7 · черна пешка на бяло поле h7 · черен офицер на бяло поле a6 · черна пешка на черно поле b6 · черна пешка на бяло поле g6 · черна пешка на бяло поле d5 · бял офицер на черно поле a3 · бяла пешка на бяло поле b3 · бял кон на черно поле c3 · черен кон на черно поле e3 · бяла пешка на черно поле g3 · бяла пешка на бяло поле a2 · бяла дама на черно поле d2 · бял кон на бяло поле e2 · бял офицер на бяло поле g2 · бяла пешка на черно поле h2 · бял топ на черно поле a1 · бял топ на бяло поле d1 · бял цар на черно поле g1 | черен топ на бяло поле a8 · черна дама на черно поле d8 · черен топ на бяло поле e8 · черен цар на бяло поле g8 · черна пешка на черно поле a7 · черна пешка на бяло поле f7 · черен офицер на черно поле g7 · черна пешка на бяло поле h7 · черен офицер на бяло поле a6 · черна пешка на черно поле b6 · черна пешка на бяло поле g6 · черна пешка на бяло поле d5 · бял офицер на черно поле a3 · бяла пешка на бяло поле b3 · бял кон на черно поле c3 · черен кон на черно поле e3 · бяла пешка на черно поле g3 · бяла пешка на бяло поле a2 · бяла дама на черно поле d2 · бял кон на бяло поле e2 · бял офицер на бяло поле g2 · бяла пешка на черно поле h2 · бял топ на черно поле a1 · бял топ на бяло поле d1 · бял цар на черно поле g1 | черен топ на бяло поле a8 · черна дама на черно поле d8 · черен топ на бяло поле e8 · черен цар на бяло поле g8 · черна пешка на черно поле a7 · черна пешка на бяло поле f7 · черен офицер на черно поле g7 · черна пешка на бяло поле h7 · черен офицер на бяло поле a6 · черна пешка на черно поле b6 · черна пешка на бяло поле g6 · черна пешка на бяло поле d5 · бял офицер на черно поле a3 · бяла пешка на бяло поле b3 · бял кон на черно поле c3 · черен кон на черно поле e3 · бяла пешка на черно поле g3 · бяла пешка на бяло поле a2 · бяла дама на черно поле d2 · бял кон на бяло поле e2 · бял офицер на бяло поле g2 · бяла пешка на черно поле h2 · бял топ на черно поле a1 · бял топ на бяло поле d1 · бял цар на черно поле g1 | черен топ на бяло поле a8 · черна дама на черно поле d8 · черен топ на бяло поле e8 · черен цар на бяло поле g8 · черна пешка на черно поле a7 · черна пешка на бяло поле f7 · черен офицер на черно поле g7 · черна пешка на бяло поле h7 · черен офицер на бяло поле a6 · черна пешка на черно поле b6 · черна пешка на бяло поле g6 · черна пешка на бяло поле d5 · бял офицер на черно поле a3 · бяла пешка на бяло поле b3 · бял кон на черно поле c3 · черен кон на черно поле e3 · бяла пешка на черно поле g3 · бяла пешка на бяло поле a2 · бяла дама на черно поле d2 · бял кон на бяло поле e2 · бял офицер на бяло поле g2 · бяла пешка на черно поле h2 · бял топ на черно поле a1 · бял топ на бяло поле d1 · бял цар на черно поле g1 | 8 |
| 7 | черен топ на бяло поле a8 · черна дама на черно поле d8 · черен топ на бяло поле e8 · черен цар на бяло поле g8 · черна пешка на черно поле a7 · черна пешка на бяло поле f7 · черен офицер на черно поле g7 · черна пешка на бяло поле h7 · черен офицер на бяло поле a6 · черна пешка на черно поле b6 · черна пешка на бяло поле g6 · черна пешка на бяло поле d5 · бял офицер на черно поле a3 · бяла пешка на бяло поле b3 · бял кон на черно поле c3 · черен кон на черно поле e3 · бяла пешка на черно поле g3 · бяла пешка на бяло поле a2 · бяла дама на черно поле d2 · бял кон на бяло поле e2 · бял офицер на бяло поле g2 · бяла пешка на черно поле h2 · бял топ на черно поле a1 · бял топ на бяло поле d1 · бял цар на черно поле g1 | черен топ на бяло поле a8 · черна дама на черно поле d8 · черен топ на бяло поле e8 · черен цар на бяло поле g8 · черна пешка на черно поле a7 · черна пешка на бяло поле f7 · черен офицер на черно поле g7 · черна пешка на бяло поле h7 · черен офицер на бяло поле a6 · черна пешка на черно поле b6 · черна пешка на бяло поле g6 · черна пешка на бяло поле d5 · бял офицер на черно поле a3 · бяла пешка на бяло поле b3 · бял кон на черно поле c3 · черен кон на черно поле e3 · бяла пешка на черно поле g3 · бяла пешка на бяло поле a2 · бяла дама на черно поле d2 · бял кон на бяло поле e2 · бял офицер на бяло поле g2 · бяла пешка на черно поле h2 · бял топ на черно поле a1 · бял топ на бяло поле d1 · бял цар на черно поле g1 | черен топ на бяло поле a8 · черна дама на черно поле d8 · черен топ на бяло поле e8 · черен цар на бяло поле g8 · черна пешка на черно поле a7 · черна пешка на бяло поле f7 · черен офицер на черно поле g7 · черна пешка на бяло поле h7 · черен офицер на бяло поле a6 · черна пешка на черно поле b6 · черна пешка на бяло поле g6 · черна пешка на бяло поле d5 · бял офицер на черно поле a3 · бяла пешка на бяло поле b3 · бял кон на черно поле c3 · черен кон на черно поле e3 · бяла пешка на черно поле g3 · бяла пешка на бяло поле a2 · бяла дама на черно поле d2 · бял кон на бяло поле e2 · бял офицер на бяло поле g2 · бяла пешка на черно поле h2 · бял топ на черно поле a1 · бял топ на бяло поле d1 · бял цар на черно поле g1 | черен топ на бяло поле a8 · черна дама на черно поле d8 · черен топ на бяло поле e8 · черен цар на бяло поле g8 · черна пешка на черно поле a7 · черна пешка на бяло поле f7 · черен офицер на черно поле g7 · черна пешка на бяло поле h7 · черен офицер на бяло поле a6 · черна пешка на черно поле b6 · черна пешка на бяло поле g6 · черна пешка на бяло поле d5 · бял офицер на черно поле a3 · бяла пешка на бяло поле b3 · бял кон на черно поле c3 · черен кон на черно поле e3 · бяла пешка на черно поле g3 · бяла пешка на бяло поле a2 · бяла дама на черно поле d2 · бял кон на бяло поле e2 · бял офицер на бяло поле g2 · бяла пешка на черно поле h2 · бял топ на черно поле a1 · бял топ на бяло поле d1 · бял цар на черно поле g1 | черен топ на бяло поле a8 · черна дама на черно поле d8 · черен топ на бяло поле e8 · черен цар на бяло поле g8 · черна пешка на черно поле a7 · черна пешка на бяло поле f7 · черен офицер на черно поле g7 · черна пешка на бяло поле h7 · черен офицер на бяло поле a6 · черна пешка на черно поле b6 · черна пешка на бяло поле g6 · черна пешка на бяло поле d5 · бял офицер на черно поле a3 · бяла пешка на бяло поле b3 · бял кон на черно поле c3 · черен кон на черно поле e3 · бяла пешка на черно поле g3 · бяла пешка на бяло поле a2 · бяла дама на черно поле d2 · бял кон на бяло поле e2 · бял офицер на бяло поле g2 · бяла пешка на черно поле h2 · бял топ на черно поле a1 · бял топ на бяло поле d1 · бял цар на черно поле g1 | черен топ на бяло поле a8 · черна дама на черно поле d8 · черен топ на бяло поле e8 · черен цар на бяло поле g8 · черна пешка на черно поле a7 · черна пешка на бяло поле f7 · черен офицер на черно поле g7 · черна пешка на бяло поле h7 · черен офицер на бяло поле a6 · черна пешка на черно поле b6 · черна пешка на бяло поле g6 · черна пешка на бяло поле d5 · бял офицер на черно поле a3 · бяла пешка на бяло поле b3 · бял кон на черно поле c3 · черен кон на черно поле e3 · бяла пешка на черно поле g3 · бяла пешка на бяло поле a2 · бяла дама на черно поле d2 · бял кон на бяло поле e2 · бял офицер на бяло поле g2 · бяла пешка на черно поле h2 · бял топ на черно поле a1 · бял топ на бяло поле d1 · бял цар на черно поле g1 | черен топ на бяло поле a8 · черна дама на черно поле d8 · черен топ на бяло поле e8 · черен цар на бяло поле g8 · черна пешка на черно поле a7 · черна пешка на бяло поле f7 · черен офицер на черно поле g7 · черна пешка на бяло поле h7 · черен офицер на бяло поле a6 · черна пешка на черно поле b6 · черна пешка на бяло поле g6 · черна пешка на бяло поле d5 · бял офицер на черно поле a3 · бяла пешка на бяло поле b3 · бял кон на черно поле c3 · черен кон на черно поле e3 · бяла пешка на черно поле g3 · бяла пешка на бяло поле a2 · бяла дама на черно поле d2 · бял кон на бяло поле e2 · бял офицер на бяло поле g2 · бяла пешка на черно поле h2 · бял топ на черно поле a1 · бял топ на бяло поле d1 · бял цар на черно поле g1 | черен топ на бяло поле a8 · черна дама на черно поле d8 · черен топ на бяло поле e8 · черен цар на бяло поле g8 · черна пешка на черно поле a7 · черна пешка на бяло поле f7 · черен офицер на черно поле g7 · черна пешка на бяло поле h7 · черен офицер на бяло поле a6 · черна пешка на черно поле b6 · черна пешка на бяло поле g6 · черна пешка на бяло поле d5 · бял офицер на черно поле a3 · бяла пешка на бяло поле b3 · бял кон на черно поле c3 · черен кон на черно поле e3 · бяла пешка на черно поле g3 · бяла пешка на бяло поле a2 · бяла дама на черно поле d2 · бял кон на бяло поле e2 · бял офицер на бяло поле g2 · бяла пешка на черно поле h2 · бял топ на черно поле a1 · бял топ на бяло поле d1 · бял цар на черно поле g1 | 7 |
| 6 | черен топ на бяло поле a8 · черна дама на черно поле d8 · черен топ на бяло поле e8 · черен цар на бяло поле g8 · черна пешка на черно поле a7 · черна пешка на бяло поле f7 · черен офицер на черно поле g7 · черна пешка на бяло поле h7 · черен офицер на бяло поле a6 · черна пешка на черно поле b6 · черна пешка на бяло поле g6 · черна пешка на бяло поле d5 · бял офицер на черно поле a3 · бяла пешка на бяло поле b3 · бял кон на черно поле c3 · черен кон на черно поле e3 · бяла пешка на черно поле g3 · бяла пешка на бяло поле a2 · бяла дама на черно поле d2 · бял кон на бяло поле e2 · бял офицер на бяло поле g2 · бяла пешка на черно поле h2 · бял топ на черно поле a1 · бял топ на бяло поле d1 · бял цар на черно поле g1 | черен топ на бяло поле a8 · черна дама на черно поле d8 · черен топ на бяло поле e8 · черен цар на бяло поле g8 · черна пешка на черно поле a7 · черна пешка на бяло поле f7 · черен офицер на черно поле g7 · черна пешка на бяло поле h7 · черен офицер на бяло поле a6 · черна пешка на черно поле b6 · черна пешка на бяло поле g6 · черна пешка на бяло поле d5 · бял офицер на черно поле a3 · бяла пешка на бяло поле b3 · бял кон на черно поле c3 · черен кон на черно поле e3 · бяла пешка на черно поле g3 · бяла пешка на бяло поле a2 · бяла дама на черно поле d2 · бял кон на бяло поле e2 · бял офицер на бяло поле g2 · бяла пешка на черно поле h2 · бял топ на черно поле a1 · бял топ на бяло поле d1 · бял цар на черно поле g1 | черен топ на бяло поле a8 · черна дама на черно поле d8 · черен топ на бяло поле e8 · черен цар на бяло поле g8 · черна пешка на черно поле a7 · черна пешка на бяло поле f7 · черен офицер на черно поле g7 · черна пешка на бяло поле h7 · черен офицер на бяло поле a6 · черна пешка на черно поле b6 · черна пешка на бяло поле g6 · черна пешка на бяло поле d5 · бял офицер на черно поле a3 · бяла пешка на бяло поле b3 · бял кон на черно поле c3 · черен кон на черно поле e3 · бяла пешка на черно поле g3 · бяла пешка на бяло поле a2 · бяла дама на черно поле d2 · бял кон на бяло поле e2 · бял офицер на бяло поле g2 · бяла пешка на черно поле h2 · бял топ на черно поле a1 · бял топ на бяло поле d1 · бял цар на черно поле g1 | черен топ на бяло поле a8 · черна дама на черно поле d8 · черен топ на бяло поле e8 · черен цар на бяло поле g8 · черна пешка на черно поле a7 · черна пешка на бяло поле f7 · черен офицер на черно поле g7 · черна пешка на бяло поле h7 · черен офицер на бяло поле a6 · черна пешка на черно поле b6 · черна пешка на бяло поле g6 · черна пешка на бяло поле d5 · бял офицер на черно поле a3 · бяла пешка на бяло поле b3 · бял кон на черно поле c3 · черен кон на черно поле e3 · бяла пешка на черно поле g3 · бяла пешка на бяло поле a2 · бяла дама на черно поле d2 · бял кон на бяло поле e2 · бял офицер на бяло поле g2 · бяла пешка на черно поле h2 · бял топ на черно поле a1 · бял топ на бяло поле d1 · бял цар на черно поле g1 | черен топ на бяло поле a8 · черна дама на черно поле d8 · черен топ на бяло поле e8 · черен цар на бяло поле g8 · черна пешка на черно поле a7 · черна пешка на бяло поле f7 · черен офицер на черно поле g7 · черна пешка на бяло поле h7 · черен офицер на бяло поле a6 · черна пешка на черно поле b6 · черна пешка на бяло поле g6 · черна пешка на бяло поле d5 · бял офицер на черно поле a3 · бяла пешка на бяло поле b3 · бял кон на черно поле c3 · черен кон на черно поле e3 · бяла пешка на черно поле g3 · бяла пешка на бяло поле a2 · бяла дама на черно поле d2 · бял кон на бяло поле e2 · бял офицер на бяло поле g2 · бяла пешка на черно поле h2 · бял топ на черно поле a1 · бял топ на бяло поле d1 · бял цар на черно поле g1 | черен топ на бяло поле a8 · черна дама на черно поле d8 · черен топ на бяло поле e8 · черен цар на бяло поле g8 · черна пешка на черно поле a7 · черна пешка на бяло поле f7 · черен офицер на черно поле g7 · черна пешка на бяло поле h7 · черен офицер на бяло поле a6 · черна пешка на черно поле b6 · черна пешка на бяло поле g6 · черна пешка на бяло поле d5 · бял офицер на черно поле a3 · бяла пешка на бяло поле b3 · бял кон на черно поле c3 · черен кон на черно поле e3 · бяла пешка на черно поле g3 · бяла пешка на бяло поле a2 · бяла дама на черно поле d2 · бял кон на бяло поле e2 · бял офицер на бяло поле g2 · бяла пешка на черно поле h2 · бял топ на черно поле a1 · бял топ на бяло поле d1 · бял цар на черно поле g1 | черен топ на бяло поле a8 · черна дама на черно поле d8 · черен топ на бяло поле e8 · черен цар на бяло поле g8 · черна пешка на черно поле a7 · черна пешка на бяло поле f7 · черен офицер на черно поле g7 · черна пешка на бяло поле h7 · черен офицер на бяло поле a6 · черна пешка на черно поле b6 · черна пешка на бяло поле g6 · черна пешка на бяло поле d5 · бял офицер на черно поле a3 · бяла пешка на бяло поле b3 · бял кон на черно поле c3 · черен кон на черно поле e3 · бяла пешка на черно поле g3 · бяла пешка на бяло поле a2 · бяла дама на черно поле d2 · бял кон на бяло поле e2 · бял офицер на бяло поле g2 · бяла пешка на черно поле h2 · бял топ на черно поле a1 · бял топ на бяло поле d1 · бял цар на черно поле g1 | черен топ на бяло поле a8 · черна дама на черно поле d8 · черен топ на бяло поле e8 · черен цар на бяло поле g8 · черна пешка на черно поле a7 · черна пешка на бяло поле f7 · черен офицер на черно поле g7 · черна пешка на бяло поле h7 · черен офицер на бяло поле a6 · черна пешка на черно поле b6 · черна пешка на бяло поле g6 · черна пешка на бяло поле d5 · бял офицер на черно поле a3 · бяла пешка на бяло поле b3 · бял кон на черно поле c3 · черен кон на черно поле e3 · бяла пешка на черно поле g3 · бяла пешка на бяло поле a2 · бяла дама на черно поле d2 · бял кон на бяло поле e2 · бял офицер на бяло поле g2 · бяла пешка на черно поле h2 · бял топ на черно поле a1 · бял топ на бяло поле d1 · бял цар на черно поле g1 | 6 |
| 5 | черен топ на бяло поле a8 · черна дама на черно поле d8 · черен топ на бяло поле e8 · черен цар на бяло поле g8 · черна пешка на черно поле a7 · черна пешка на бяло поле f7 · черен офицер на черно поле g7 · черна пешка на бяло поле h7 · черен офицер на бяло поле a6 · черна пешка на черно поле b6 · черна пешка на бяло поле g6 · черна пешка на бяло поле d5 · бял офицер на черно поле a3 · бяла пешка на бяло поле b3 · бял кон на черно поле c3 · черен кон на черно поле e3 · бяла пешка на черно поле g3 · бяла пешка на бяло поле a2 · бяла дама на черно поле d2 · бял кон на бяло поле e2 · бял офицер на бяло поле g2 · бяла пешка на черно поле h2 · бял топ на черно поле a1 · бял топ на бяло поле d1 · бял цар на черно поле g1 | черен топ на бяло поле a8 · черна дама на черно поле d8 · черен топ на бяло поле e8 · черен цар на бяло поле g8 · черна пешка на черно поле a7 · черна пешка на бяло поле f7 · черен офицер на черно поле g7 · черна пешка на бяло поле h7 · черен офицер на бяло поле a6 · черна пешка на черно поле b6 · черна пешка на бяло поле g6 · черна пешка на бяло поле d5 · бял офицер на черно поле a3 · бяла пешка на бяло поле b3 · бял кон на черно поле c3 · черен кон на черно поле e3 · бяла пешка на черно поле g3 · бяла пешка на бяло поле a2 · бяла дама на черно поле d2 · бял кон на бяло поле e2 · бял офицер на бяло поле g2 · бяла пешка на черно поле h2 · бял топ на черно поле a1 · бял топ на бяло поле d1 · бял цар на черно поле g1 | черен топ на бяло поле a8 · черна дама на черно поле d8 · черен топ на бяло поле e8 · черен цар на бяло поле g8 · черна пешка на черно поле a7 · черна пешка на бяло поле f7 · черен офицер на черно поле g7 · черна пешка на бяло поле h7 · черен офицер на бяло поле a6 · черна пешка на черно поле b6 · черна пешка на бяло поле g6 · черна пешка на бяло поле d5 · бял офицер на черно поле a3 · бяла пешка на бяло поле b3 · бял кон на черно поле c3 · черен кон на черно поле e3 · бяла пешка на черно поле g3 · бяла пешка на бяло поле a2 · бяла дама на черно поле d2 · бял кон на бяло поле e2 · бял офицер на бяло поле g2 · бяла пешка на черно поле h2 · бял топ на черно поле a1 · бял топ на бяло поле d1 · бял цар на черно поле g1 | черен топ на бяло поле a8 · черна дама на черно поле d8 · черен топ на бяло поле e8 · черен цар на бяло поле g8 · черна пешка на черно поле a7 · черна пешка на бяло поле f7 · черен офицер на черно поле g7 · черна пешка на бяло поле h7 · черен офицер на бяло поле a6 · черна пешка на черно поле b6 · черна пешка на бяло поле g6 · черна пешка на бяло поле d5 · бял офицер на черно поле a3 · бяла пешка на бяло поле b3 · бял кон на черно поле c3 · черен кон на черно поле e3 · бяла пешка на черно поле g3 · бяла пешка на бяло поле a2 · бяла дама на черно поле d2 · бял кон на бяло поле e2 · бял офицер на бяло поле g2 · бяла пешка на черно поле h2 · бял топ на черно поле a1 · бял топ на бяло поле d1 · бял цар на черно поле g1 | черен топ на бяло поле a8 · черна дама на черно поле d8 · черен топ на бяло поле e8 · черен цар на бяло поле g8 · черна пешка на черно поле a7 · черна пешка на бяло поле f7 · черен офицер на черно поле g7 · черна пешка на бяло поле h7 · черен офицер на бяло поле a6 · черна пешка на черно поле b6 · черна пешка на бяло поле g6 · черна пешка на бяло поле d5 · бял офицер на черно поле a3 · бяла пешка на бяло поле b3 · бял кон на черно поле c3 · черен кон на черно поле e3 · бяла пешка на черно поле g3 · бяла пешка на бяло поле a2 · бяла дама на черно поле d2 · бял кон на бяло поле e2 · бял офицер на бяло поле g2 · бяла пешка на черно поле h2 · бял топ на черно поле a1 · бял топ на бяло поле d1 · бял цар на черно поле g1 | черен топ на бяло поле a8 · черна дама на черно поле d8 · черен топ на бяло поле e8 · черен цар на бяло поле g8 · черна пешка на черно поле a7 · черна пешка на бяло поле f7 · черен офицер на черно поле g7 · черна пешка на бяло поле h7 · черен офицер на бяло поле a6 · черна пешка на черно поле b6 · черна пешка на бяло поле g6 · черна пешка на бяло поле d5 · бял офицер на черно поле a3 · бяла пешка на бяло поле b3 · бял кон на черно поле c3 · черен кон на черно поле e3 · бяла пешка на черно поле g3 · бяла пешка на бяло поле a2 · бяла дама на черно поле d2 · бял кон на бяло поле e2 · бял офицер на бяло поле g2 · бяла пешка на черно поле h2 · бял топ на черно поле a1 · бял топ на бяло поле d1 · бял цар на черно поле g1 | черен топ на бяло поле a8 · черна дама на черно поле d8 · черен топ на бяло поле e8 · черен цар на бяло поле g8 · черна пешка на черно поле a7 · черна пешка на бяло поле f7 · черен офицер на черно поле g7 · черна пешка на бяло поле h7 · черен офицер на бяло поле a6 · черна пешка на черно поле b6 · черна пешка на бяло поле g6 · черна пешка на бяло поле d5 · бял офицер на черно поле a3 · бяла пешка на бяло поле b3 · бял кон на черно поле c3 · черен кон на черно поле e3 · бяла пешка на черно поле g3 · бяла пешка на бяло поле a2 · бяла дама на черно поле d2 · бял кон на бяло поле e2 · бял офицер на бяло поле g2 · бяла пешка на черно поле h2 · бял топ на черно поле a1 · бял топ на бяло поле d1 · бял цар на черно поле g1 | черен топ на бяло поле a8 · черна дама на черно поле d8 · черен топ на бяло поле e8 · черен цар на бяло поле g8 · черна пешка на черно поле a7 · черна пешка на бяло поле f7 · черен офицер на черно поле g7 · черна пешка на бяло поле h7 · черен офицер на бяло поле a6 · черна пешка на черно поле b6 · черна пешка на бяло поле g6 · черна пешка на бяло поле d5 · бял офицер на черно поле a3 · бяла пешка на бяло поле b3 · бял кон на черно поле c3 · черен кон на черно поле e3 · бяла пешка на черно поле g3 · бяла пешка на бяло поле a2 · бяла дама на черно поле d2 · бял кон на бяло поле e2 · бял офицер на бяло поле g2 · бяла пешка на черно поле h2 · бял топ на черно поле a1 · бял топ на бяло поле d1 · бял цар на черно поле g1 | 5 |
| 4 | черен топ на бяло поле a8 · черна дама на черно поле d8 · черен топ на бяло поле e8 · черен цар на бяло поле g8 · черна пешка на черно поле a7 · черна пешка на бяло поле f7 · черен офицер на черно поле g7 · черна пешка на бяло поле h7 · черен офицер на бяло поле a6 · черна пешка на черно поле b6 · черна пешка на бяло поле g6 · черна пешка на бяло поле d5 · бял офицер на черно поле a3 · бяла пешка на бяло поле b3 · бял кон на черно поле c3 · черен кон на черно поле e3 · бяла пешка на черно поле g3 · бяла пешка на бяло поле a2 · бяла дама на черно поле d2 · бял кон на бяло поле e2 · бял офицер на бяло поле g2 · бяла пешка на черно поле h2 · бял топ на черно поле a1 · бял топ на бяло поле d1 · бял цар на черно поле g1 | черен топ на бяло поле a8 · черна дама на черно поле d8 · черен топ на бяло поле e8 · черен цар на бяло поле g8 · черна пешка на черно поле a7 · черна пешка на бяло поле f7 · черен офицер на черно поле g7 · черна пешка на бяло поле h7 · черен офицер на бяло поле a6 · черна пешка на черно поле b6 · черна пешка на бяло поле g6 · черна пешка на бяло поле d5 · бял офицер на черно поле a3 · бяла пешка на бяло поле b3 · бял кон на черно поле c3 · черен кон на черно поле e3 · бяла пешка на черно поле g3 · бяла пешка на бяло поле a2 · бяла дама на черно поле d2 · бял кон на бяло поле e2 · бял офицер на бяло поле g2 · бяла пешка на черно поле h2 · бял топ на черно поле a1 · бял топ на бяло поле d1 · бял цар на черно поле g1 | черен топ на бяло поле a8 · черна дама на черно поле d8 · черен топ на бяло поле e8 · черен цар на бяло поле g8 · черна пешка на черно поле a7 · черна пешка на бяло поле f7 · черен офицер на черно поле g7 · черна пешка на бяло поле h7 · черен офицер на бяло поле a6 · черна пешка на черно поле b6 · черна пешка на бяло поле g6 · черна пешка на бяло поле d5 · бял офицер на черно поле a3 · бяла пешка на бяло поле b3 · бял кон на черно поле c3 · черен кон на черно поле e3 · бяла пешка на черно поле g3 · бяла пешка на бяло поле a2 · бяла дама на черно поле d2 · бял кон на бяло поле e2 · бял офицер на бяло поле g2 · бяла пешка на черно поле h2 · бял топ на черно поле a1 · бял топ на бяло поле d1 · бял цар на черно поле g1 | черен топ на бяло поле a8 · черна дама на черно поле d8 · черен топ на бяло поле e8 · черен цар на бяло поле g8 · черна пешка на черно поле a7 · черна пешка на бяло поле f7 · черен офицер на черно поле g7 · черна пешка на бяло поле h7 · черен офицер на бяло поле a6 · черна пешка на черно поле b6 · черна пешка на бяло поле g6 · черна пешка на бяло поле d5 · бял офицер на черно поле a3 · бяла пешка на бяло поле b3 · бял кон на черно поле c3 · черен кон на черно поле e3 · бяла пешка на черно поле g3 · бяла пешка на бяло поле a2 · бяла дама на черно поле d2 · бял кон на бяло поле e2 · бял офицер на бяло поле g2 · бяла пешка на черно поле h2 · бял топ на черно поле a1 · бял топ на бяло поле d1 · бял цар на черно поле g1 | черен топ на бяло поле a8 · черна дама на черно поле d8 · черен топ на бяло поле e8 · черен цар на бяло поле g8 · черна пешка на черно поле a7 · черна пешка на бяло поле f7 · черен офицер на черно поле g7 · черна пешка на бяло поле h7 · черен офицер на бяло поле a6 · черна пешка на черно поле b6 · черна пешка на бяло поле g6 · черна пешка на бяло поле d5 · бял офицер на черно поле a3 · бяла пешка на бяло поле b3 · бял кон на черно поле c3 · черен кон на черно поле e3 · бяла пешка на черно поле g3 · бяла пешка на бяло поле a2 · бяла дама на черно поле d2 · бял кон на бяло поле e2 · бял офицер на бяло поле g2 · бяла пешка на черно поле h2 · бял топ на черно поле a1 · бял топ на бяло поле d1 · бял цар на черно поле g1 | черен топ на бяло поле a8 · черна дама на черно поле d8 · черен топ на бяло поле e8 · черен цар на бяло поле g8 · черна пешка на черно поле a7 · черна пешка на бяло поле f7 · черен офицер на черно поле g7 · черна пешка на бяло поле h7 · черен офицер на бяло поле a6 · черна пешка на черно поле b6 · черна пешка на бяло поле g6 · черна пешка на бяло поле d5 · бял офицер на черно поле a3 · бяла пешка на бяло поле b3 · бял кон на черно поле c3 · черен кон на черно поле e3 · бяла пешка на черно поле g3 · бяла пешка на бяло поле a2 · бяла дама на черно поле d2 · бял кон на бяло поле e2 · бял офицер на бяло поле g2 · бяла пешка на черно поле h2 · бял топ на черно поле a1 · бял топ на бяло поле d1 · бял цар на черно поле g1 | черен топ на бяло поле a8 · черна дама на черно поле d8 · черен топ на бяло поле e8 · черен цар на бяло поле g8 · черна пешка на черно поле a7 · черна пешка на бяло поле f7 · черен офицер на черно поле g7 · черна пешка на бяло поле h7 · черен офицер на бяло поле a6 · черна пешка на черно поле b6 · черна пешка на бяло поле g6 · черна пешка на бяло поле d5 · бял офицер на черно поле a3 · бяла пешка на бяло поле b3 · бял кон на черно поле c3 · черен кон на черно поле e3 · бяла пешка на черно поле g3 · бяла пешка на бяло поле a2 · бяла дама на черно поле d2 · бял кон на бяло поле e2 · бял офицер на бяло поле g2 · бяла пешка на черно поле h2 · бял топ на черно поле a1 · бял топ на бяло поле d1 · бял цар на черно поле g1 | черен топ на бяло поле a8 · черна дама на черно поле d8 · черен топ на бяло поле e8 · черен цар на бяло поле g8 · черна пешка на черно поле a7 · черна пешка на бяло поле f7 · черен офицер на черно поле g7 · черна пешка на бяло поле h7 · черен офицер на бяло поле a6 · черна пешка на черно поле b6 · черна пешка на бяло поле g6 · черна пешка на бяло поле d5 · бял офицер на черно поле a3 · бяла пешка на бяло поле b3 · бял кон на черно поле c3 · черен кон на черно поле e3 · бяла пешка на черно поле g3 · бяла пешка на бяло поле a2 · бяла дама на черно поле d2 · бял кон на бяло поле e2 · бял офицер на бяло поле g2 · бяла пешка на черно поле h2 · бял топ на черно поле a1 · бял топ на бяло поле d1 · бял цар на черно поле g1 | 4 |
| 3 | черен топ на бяло поле a8 · черна дама на черно поле d8 · черен топ на бяло поле e8 · черен цар на бяло поле g8 · черна пешка на черно поле a7 · черна пешка на бяло поле f7 · черен офицер на черно поле g7 · черна пешка на бяло поле h7 · черен офицер на бяло поле a6 · черна пешка на черно поле b6 · черна пешка на бяло поле g6 · черна пешка на бяло поле d5 · бял офицер на черно поле a3 · бяла пешка на бяло поле b3 · бял кон на черно поле c3 · черен кон на черно поле e3 · бяла пешка на черно поле g3 · бяла пешка на бяло поле a2 · бяла дама на черно поле d2 · бял кон на бяло поле e2 · бял офицер на бяло поле g2 · бяла пешка на черно поле h2 · бял топ на черно поле a1 · бял топ на бяло поле d1 · бял цар на черно поле g1 | черен топ на бяло поле a8 · черна дама на черно поле d8 · черен топ на бяло поле e8 · черен цар на бяло поле g8 · черна пешка на черно поле a7 · черна пешка на бяло поле f7 · черен офицер на черно поле g7 · черна пешка на бяло поле h7 · черен офицер на бяло поле a6 · черна пешка на черно поле b6 · черна пешка на бяло поле g6 · черна пешка на бяло поле d5 · бял офицер на черно поле a3 · бяла пешка на бяло поле b3 · бял кон на черно поле c3 · черен кон на черно поле e3 · бяла пешка на черно поле g3 · бяла пешка на бяло поле a2 · бяла дама на черно поле d2 · бял кон на бяло поле e2 · бял офицер на бяло поле g2 · бяла пешка на черно поле h2 · бял топ на черно поле a1 · бял топ на бяло поле d1 · бял цар на черно поле g1 | черен топ на бяло поле a8 · черна дама на черно поле d8 · черен топ на бяло поле e8 · черен цар на бяло поле g8 · черна пешка на черно поле a7 · черна пешка на бяло поле f7 · черен офицер на черно поле g7 · черна пешка на бяло поле h7 · черен офицер на бяло поле a6 · черна пешка на черно поле b6 · черна пешка на бяло поле g6 · черна пешка на бяло поле d5 · бял офицер на черно поле a3 · бяла пешка на бяло поле b3 · бял кон на черно поле c3 · черен кон на черно поле e3 · бяла пешка на черно поле g3 · бяла пешка на бяло поле a2 · бяла дама на черно поле d2 · бял кон на бяло поле e2 · бял офицер на бяло поле g2 · бяла пешка на черно поле h2 · бял топ на черно поле a1 · бял топ на бяло поле d1 · бял цар на черно поле g1 | черен топ на бяло поле a8 · черна дама на черно поле d8 · черен топ на бяло поле e8 · черен цар на бяло поле g8 · черна пешка на черно поле a7 · черна пешка на бяло поле f7 · черен офицер на черно поле g7 · черна пешка на бяло поле h7 · черен офицер на бяло поле a6 · черна пешка на черно поле b6 · черна пешка на бяло поле g6 · черна пешка на бяло поле d5 · бял офицер на черно поле a3 · бяла пешка на бяло поле b3 · бял кон на черно поле c3 · черен кон на черно поле e3 · бяла пешка на черно поле g3 · бяла пешка на бяло поле a2 · бяла дама на черно поле d2 · бял кон на бяло поле e2 · бял офицер на бяло поле g2 · бяла пешка на черно поле h2 · бял топ на черно поле a1 · бял топ на бяло поле d1 · бял цар на черно поле g1 | черен топ на бяло поле a8 · черна дама на черно поле d8 · черен топ на бяло поле e8 · черен цар на бяло поле g8 · черна пешка на черно поле a7 · черна пешка на бяло поле f7 · черен офицер на черно поле g7 · черна пешка на бяло поле h7 · черен офицер на бяло поле a6 · черна пешка на черно поле b6 · черна пешка на бяло поле g6 · черна пешка на бяло поле d5 · бял офицер на черно поле a3 · бяла пешка на бяло поле b3 · бял кон на черно поле c3 · черен кон на черно поле e3 · бяла пешка на черно поле g3 · бяла пешка на бяло поле a2 · бяла дама на черно поле d2 · бял кон на бяло поле e2 · бял офицер на бяло поле g2 · бяла пешка на черно поле h2 · бял топ на черно поле a1 · бял топ на бяло поле d1 · бял цар на черно поле g1 | черен топ на бяло поле a8 · черна дама на черно поле d8 · черен топ на бяло поле e8 · черен цар на бяло поле g8 · черна пешка на черно поле a7 · черна пешка на бяло поле f7 · черен офицер на черно поле g7 · черна пешка на бяло поле h7 · черен офицер на бяло поле a6 · черна пешка на черно поле b6 · черна пешка на бяло поле g6 · черна пешка на бяло поле d5 · бял офицер на черно поле a3 · бяла пешка на бяло поле b3 · бял кон на черно поле c3 · черен кон на черно поле e3 · бяла пешка на черно поле g3 · бяла пешка на бяло поле a2 · бяла дама на черно поле d2 · бял кон на бяло поле e2 · бял офицер на бяло поле g2 · бяла пешка на черно поле h2 · бял топ на черно поле a1 · бял топ на бяло поле d1 · бял цар на черно поле g1 | черен топ на бяло поле a8 · черна дама на черно поле d8 · черен топ на бяло поле e8 · черен цар на бяло поле g8 · черна пешка на черно поле a7 · черна пешка на бяло поле f7 · черен офицер на черно поле g7 · черна пешка на бяло поле h7 · черен офицер на бяло поле a6 · черна пешка на черно поле b6 · черна пешка на бяло поле g6 · черна пешка на бяло поле d5 · бял офицер на черно поле a3 · бяла пешка на бяло поле b3 · бял кон на черно поле c3 · черен кон на черно поле e3 · бяла пешка на черно поле g3 · бяла пешка на бяло поле a2 · бяла дама на черно поле d2 · бял кон на бяло поле e2 · бял офицер на бяло поле g2 · бяла пешка на черно поле h2 · бял топ на черно поле a1 · бял топ на бяло поле d1 · бял цар на черно поле g1 | черен топ на бяло поле a8 · черна дама на черно поле d8 · черен топ на бяло поле e8 · черен цар на бяло поле g8 · черна пешка на черно поле a7 · черна пешка на бяло поле f7 · черен офицер на черно поле g7 · черна пешка на бяло поле h7 · черен офицер на бяло поле a6 · черна пешка на черно поле b6 · черна пешка на бяло поле g6 · черна пешка на бяло поле d5 · бял офицер на черно поле a3 · бяла пешка на бяло поле b3 · бял кон на черно поле c3 · черен кон на черно поле e3 · бяла пешка на черно поле g3 · бяла пешка на бяло поле a2 · бяла дама на черно поле d2 · бял кон на бяло поле e2 · бял офицер на бяло поле g2 · бяла пешка на черно поле h2 · бял топ на черно поле a1 · бял топ на бяло поле d1 · бял цар на черно поле g1 | 3 |
| 2 | черен топ на бяло поле a8 · черна дама на черно поле d8 · черен топ на бяло поле e8 · черен цар на бяло поле g8 · черна пешка на черно поле a7 · черна пешка на бяло поле f7 · черен офицер на черно поле g7 · черна пешка на бяло поле h7 · черен офицер на бяло поле a6 · черна пешка на черно поле b6 · черна пешка на бяло поле g6 · черна пешка на бяло поле d5 · бял офицер на черно поле a3 · бяла пешка на бяло поле b3 · бял кон на черно поле c3 · черен кон на черно поле e3 · бяла пешка на черно поле g3 · бяла пешка на бяло поле a2 · бяла дама на черно поле d2 · бял кон на бяло поле e2 · бял офицер на бяло поле g2 · бяла пешка на черно поле h2 · бял топ на черно поле a1 · бял топ на бяло поле d1 · бял цар на черно поле g1 | черен топ на бяло поле a8 · черна дама на черно поле d8 · черен топ на бяло поле e8 · черен цар на бяло поле g8 · черна пешка на черно поле a7 · черна пешка на бяло поле f7 · черен офицер на черно поле g7 · черна пешка на бяло поле h7 · черен офицер на бяло поле a6 · черна пешка на черно поле b6 · черна пешка на бяло поле g6 · черна пешка на бяло поле d5 · бял офицер на черно поле a3 · бяла пешка на бяло поле b3 · бял кон на черно поле c3 · черен кон на черно поле e3 · бяла пешка на черно поле g3 · бяла пешка на бяло поле a2 · бяла дама на черно поле d2 · бял кон на бяло поле e2 · бял офицер на бяло поле g2 · бяла пешка на черно поле h2 · бял топ на черно поле a1 · бял топ на бяло поле d1 · бял цар на черно поле g1 | черен топ на бяло поле a8 · черна дама на черно поле d8 · черен топ на бяло поле e8 · черен цар на бяло поле g8 · черна пешка на черно поле a7 · черна пешка на бяло поле f7 · черен офицер на черно поле g7 · черна пешка на бяло поле h7 · черен офицер на бяло поле a6 · черна пешка на черно поле b6 · черна пешка на бяло поле g6 · черна пешка на бяло поле d5 · бял офицер на черно поле a3 · бяла пешка на бяло поле b3 · бял кон на черно поле c3 · черен кон на черно поле e3 · бяла пешка на черно поле g3 · бяла пешка на бяло поле a2 · бяла дама на черно поле d2 · бял кон на бяло поле e2 · бял офицер на бяло поле g2 · бяла пешка на черно поле h2 · бял топ на черно поле a1 · бял топ на бяло поле d1 · бял цар на черно поле g1 | черен топ на бяло поле a8 · черна дама на черно поле d8 · черен топ на бяло поле e8 · черен цар на бяло поле g8 · черна пешка на черно поле a7 · черна пешка на бяло поле f7 · черен офицер на черно поле g7 · черна пешка на бяло поле h7 · черен офицер на бяло поле a6 · черна пешка на черно поле b6 · черна пешка на бяло поле g6 · черна пешка на бяло поле d5 · бял офицер на черно поле a3 · бяла пешка на бяло поле b3 · бял кон на черно поле c3 · черен кон на черно поле e3 · бяла пешка на черно поле g3 · бяла пешка на бяло поле a2 · бяла дама на черно поле d2 · бял кон на бяло поле e2 · бял офицер на бяло поле g2 · бяла пешка на черно поле h2 · бял топ на черно поле a1 · бял топ на бяло поле d1 · бял цар на черно поле g1 | черен топ на бяло поле a8 · черна дама на черно поле d8 · черен топ на бяло поле e8 · черен цар на бяло поле g8 · черна пешка на черно поле a7 · черна пешка на бяло поле f7 · черен офицер на черно поле g7 · черна пешка на бяло поле h7 · черен офицер на бяло поле a6 · черна пешка на черно поле b6 · черна пешка на бяло поле g6 · черна пешка на бяло поле d5 · бял офицер на черно поле a3 · бяла пешка на бяло поле b3 · бял кон на черно поле c3 · черен кон на черно поле e3 · бяла пешка на черно поле g3 · бяла пешка на бяло поле a2 · бяла дама на черно поле d2 · бял кон на бяло поле e2 · бял офицер на бяло поле g2 · бяла пешка на черно поле h2 · бял топ на черно поле a1 · бял топ на бяло поле d1 · бял цар на черно поле g1 | черен топ на бяло поле a8 · черна дама на черно поле d8 · черен топ на бяло поле e8 · черен цар на бяло поле g8 · черна пешка на черно поле a7 · черна пешка на бяло поле f7 · черен офицер на черно поле g7 · черна пешка на бяло поле h7 · черен офицер на бяло поле a6 · черна пешка на черно поле b6 · черна пешка на бяло поле g6 · черна пешка на бяло поле d5 · бял офицер на черно поле a3 · бяла пешка на бяло поле b3 · бял кон на черно поле c3 · черен кон на черно поле e3 · бяла пешка на черно поле g3 · бяла пешка на бяло поле a2 · бяла дама на черно поле d2 · бял кон на бяло поле e2 · бял офицер на бяло поле g2 · бяла пешка на черно поле h2 · бял топ на черно поле a1 · бял топ на бяло поле d1 · бял цар на черно поле g1 | черен топ на бяло поле a8 · черна дама на черно поле d8 · черен топ на бяло поле e8 · черен цар на бяло поле g8 · черна пешка на черно поле a7 · черна пешка на бяло поле f7 · черен офицер на черно поле g7 · черна пешка на бяло поле h7 · черен офицер на бяло поле a6 · черна пешка на черно поле b6 · черна пешка на бяло поле g6 · черна пешка на бяло поле d5 · бял офицер на черно поле a3 · бяла пешка на бяло поле b3 · бял кон на черно поле c3 · черен кон на черно поле e3 · бяла пешка на черно поле g3 · бяла пешка на бяло поле a2 · бяла дама на черно поле d2 · бял кон на бяло поле e2 · бял офицер на бяло поле g2 · бяла пешка на черно поле h2 · бял топ на черно поле a1 · бял топ на бяло поле d1 · бял цар на черно поле g1 | черен топ на бяло поле a8 · черна дама на черно поле d8 · черен топ на бяло поле e8 · черен цар на бяло поле g8 · черна пешка на черно поле a7 · черна пешка на бяло поле f7 · черен офицер на черно поле g7 · черна пешка на бяло поле h7 · черен офицер на бяло поле a6 · черна пешка на черно поле b6 · черна пешка на бяло поле g6 · черна пешка на бяло поле d5 · бял офицер на черно поле a3 · бяла пешка на бяло поле b3 · бял кон на черно поле c3 · черен кон на черно поле e3 · бяла пешка на черно поле g3 · бяла пешка на бяло поле a2 · бяла дама на черно поле d2 · бял кон на бяло поле e2 · бял офицер на бяло поле g2 · бяла пешка на черно поле h2 · бял топ на черно поле a1 · бял топ на бяло поле d1 · бял цар на черно поле g1 | 2 |
| 1 | черен топ на бяло поле a8 · черна дама на черно поле d8 · черен топ на бяло поле e8 · черен цар на бяло поле g8 · черна пешка на черно поле a7 · черна пешка на бяло поле f7 · черен офицер на черно поле g7 · черна пешка на бяло поле h7 · черен офицер на бяло поле a6 · черна пешка на черно поле b6 · черна пешка на бяло поле g6 · черна пешка на бяло поле d5 · бял офицер на черно поле a3 · бяла пешка на бяло поле b3 · бял кон на черно поле c3 · черен кон на черно поле e3 · бяла пешка на черно поле g3 · бяла пешка на бяло поле a2 · бяла дама на черно поле d2 · бял кон на бяло поле e2 · бял офицер на бяло поле g2 · бяла пешка на черно поле h2 · бял топ на черно поле a1 · бял топ на бяло поле d1 · бял цар на черно поле g1 | черен топ на бяло поле a8 · черна дама на черно поле d8 · черен топ на бяло поле e8 · черен цар на бяло поле g8 · черна пешка на черно поле a7 · черна пешка на бяло поле f7 · черен офицер на черно поле g7 · черна пешка на бяло поле h7 · черен офицер на бяло поле a6 · черна пешка на черно поле b6 · черна пешка на бяло поле g6 · черна пешка на бяло поле d5 · бял офицер на черно поле a3 · бяла пешка на бяло поле b3 · бял кон на черно поле c3 · черен кон на черно поле e3 · бяла пешка на черно поле g3 · бяла пешка на бяло поле a2 · бяла дама на черно поле d2 · бял кон на бяло поле e2 · бял офицер на бяло поле g2 · бяла пешка на черно поле h2 · бял топ на черно поле a1 · бял топ на бяло поле d1 · бял цар на черно поле g1 | черен топ на бяло поле a8 · черна дама на черно поле d8 · черен топ на бяло поле e8 · черен цар на бяло поле g8 · черна пешка на черно поле a7 · черна пешка на бяло поле f7 · черен офицер на черно поле g7 · черна пешка на бяло поле h7 · черен офицер на бяло поле a6 · черна пешка на черно поле b6 · черна пешка на бяло поле g6 · черна пешка на бяло поле d5 · бял офицер на черно поле a3 · бяла пешка на бяло поле b3 · бял кон на черно поле c3 · черен кон на черно поле e3 · бяла пешка на черно поле g3 · бяла пешка на бяло поле a2 · бяла дама на черно поле d2 · бял кон на бяло поле e2 · бял офицер на бяло поле g2 · бяла пешка на черно поле h2 · бял топ на черно поле a1 · бял топ на бяло поле d1 · бял цар на черно поле g1 | черен топ на бяло поле a8 · черна дама на черно поле d8 · черен топ на бяло поле e8 · черен цар на бяло поле g8 · черна пешка на черно поле a7 · черна пешка на бяло поле f7 · черен офицер на черно поле g7 · черна пешка на бяло поле h7 · черен офицер на бяло поле a6 · черна пешка на черно поле b6 · черна пешка на бяло поле g6 · черна пешка на бяло поле d5 · бял офицер на черно поле a3 · бяла пешка на бяло поле b3 · бял кон на черно поле c3 · черен кон на черно поле e3 · бяла пешка на черно поле g3 · бяла пешка на бяло поле a2 · бяла дама на черно поле d2 · бял кон на бяло поле e2 · бял офицер на бяло поле g2 · бяла пешка на черно поле h2 · бял топ на черно поле a1 · бял топ на бяло поле d1 · бял цар на черно поле g1 | черен топ на бяло поле a8 · черна дама на черно поле d8 · черен топ на бяло поле e8 · черен цар на бяло поле g8 · черна пешка на черно поле a7 · черна пешка на бяло поле f7 · черен офицер на черно поле g7 · черна пешка на бяло поле h7 · черен офицер на бяло поле a6 · черна пешка на черно поле b6 · черна пешка на бяло поле g6 · черна пешка на бяло поле d5 · бял офицер на черно поле a3 · бяла пешка на бяло поле b3 · бял кон на черно поле c3 · черен кон на черно поле e3 · бяла пешка на черно поле g3 · бяла пешка на бяло поле a2 · бяла дама на черно поле d2 · бял кон на бяло поле e2 · бял офицер на бяло поле g2 · бяла пешка на черно поле h2 · бял топ на черно поле a1 · бял топ на бяло поле d1 · бял цар на черно поле g1 | черен топ на бяло поле a8 · черна дама на черно поле d8 · черен топ на бяло поле e8 · черен цар на бяло поле g8 · черна пешка на черно поле a7 · черна пешка на бяло поле f7 · черен офицер на черно поле g7 · черна пешка на бяло поле h7 · черен офицер на бяло поле a6 · черна пешка на черно поле b6 · черна пешка на бяло поле g6 · черна пешка на бяло поле d5 · бял офицер на черно поле a3 · бяла пешка на бяло поле b3 · бял кон на черно поле c3 · черен кон на черно поле e3 · бяла пешка на черно поле g3 · бяла пешка на бяло поле a2 · бяла дама на черно поле d2 · бял кон на бяло поле e2 · бял офицер на бяло поле g2 · бяла пешка на черно поле h2 · бял топ на черно поле a1 · бял топ на бяло поле d1 · бял цар на черно поле g1 | черен топ на бяло поле a8 · черна дама на черно поле d8 · черен топ на бяло поле e8 · черен цар на бяло поле g8 · черна пешка на черно поле a7 · черна пешка на бяло поле f7 · черен офицер на черно поле g7 · черна пешка на бяло поле h7 · черен офицер на бяло поле a6 · черна пешка на черно поле b6 · черна пешка на бяло поле g6 · черна пешка на бяло поле d5 · бял офицер на черно поле a3 · бяла пешка на бяло поле b3 · бял кон на черно поле c3 · черен кон на черно поле e3 · бяла пешка на черно поле g3 · бяла пешка на бяло поле a2 · бяла дама на черно поле d2 · бял кон на бяло поле e2 · бял офицер на бяло поле g2 · бяла пешка на черно поле h2 · бял топ на черно поле a1 · бял топ на бяло поле d1 · бял цар на черно поле g1 | черен топ на бяло поле a8 · черна дама на черно поле d8 · черен топ на бяло поле e8 · черен цар на бяло поле g8 · черна пешка на черно поле a7 · черна пешка на бяло поле f7 · черен офицер на черно поле g7 · черна пешка на бяло поле h7 · черен офицер на бяло поле a6 · черна пешка на черно поле b6 · черна пешка на бяло поле g6 · черна пешка на бяло поле d5 · бял офицер на черно поле a3 · бяла пешка на бяло поле b3 · бял кон на черно поле c3 · черен кон на черно поле e3 · бяла пешка на черно поле g3 · бяла пешка на бяло поле a2 · бяла дама на черно поле d2 · бял кон на бяло поле e2 · бял офицер на бяло поле g2 · бяла пешка на черно поле h2 · бял топ на черно поле a1 · бял топ на бяло поле d1 · бял цар на черно поле g1 | 1 |
|   | a | b | c | d | e | f | g | h |   |

- Роберт Бърн – Роберт Фишер 0 – 1, Нова Защита Грюнфелд, Първенство на САЩ, 1963 – 64 г. Пълен анализ 
От симетрична равностойна позиция Фишер разгромява силен гросмайстор само за 21 хода.[26]

1.d4 Кf6 2.c4 g6 3.g3 c6 4.Оg2 d5 5.c:d5 c:d5 6.Кс3 Оg7 7.e3 0 – 0 8.Кge2 Кс6 9.0 – 0 b6 10.b3 Оа6 11.Оа3 Те8! 12.Дd2 e5! 13.d:e5!? К:e5 14.Тfd1?! Кd3! 15.Дс2!? К:f2!! 16.Ц:f2 Кg4+ 17.Цg1 К:e3 18.Дd2 (виж диаграма 2) К:g2!! 19.Ц:g2 d4! 20.К:d4 Оb7+ 21.Цf1 Дd7! 0 – 1 
 Фишер се е надявал на 22.Дf2 Дh3+ 23.Цg1 Тe1+!! 24.Т:e1 О:d4 с мат, който следва скоро.